# Oostbroek (De Bilt)
Oostbroek is een landgoed en natuurgebied in de Nederlandse plaats De Bilt. Het is ontstaan uit de gelijknamige heerlijkheid en de bezittingen van de voormalige Sint-Laurensabdij. Sinds 1978 is het in beheer en bezit van Het Utrechts Landschap.

## Gebiedsbeschrijving[2]
Oostbroek is gelegen in De Bilt, pal aan de zuidkant van de A28. Het huidige, ruwweg trapeziumvormige gebied heeft een oppervlakte van 88 hectare en ligt ten noordoosten van Utrecht Science Park. Eerder omvatte het gebied ook een stuk aan de noordelijke kant van de A28; inmiddels wordt dit verpacht aan lokale agrariërs, maar men kan er nog wandelen over een dijk.
Behalve door de A28 wordt dit natuurgebied omsloten door een boogvormige weg en een waterloop. De weg loopt aan de westkant als Bunnikseweg vanaf de A28 tussen Oostbroek en het Prinses Máxima Centrum door en wordt aan de zuidkant de Bisschopsweg. Deze vormt grotendeels de westgrens en kruist de Biltsche Grift, die tot aan de snelweg de westgrens vormt.
Landgoed Oostbroek heeft ook een functie als ecologische hoofdstructuur bij het verbinden van de Utrechtse Heuvelrug en het Kromme Rijngebied. Om het wild in dit gebied de kans te geven is er een faunapassage aangelegd onder de A28 door; hier maken onder andere reeën en dassen gebruik van.
Er zijn bijzondere soorten te vinden, met name vogels. Door het uitgraven van een oude loop van de Kromme Rijn, de Meander, hebben veel waterdieren een kans gekregen om op te bloeien. Hier bevinden zich nu vele kikker-, salamander- en vissoorten, maar daarnaast broeden hier ook dodaars en is ook de roerdomp te zien. Het gebied bevat zowel actief beheerde zones als delen de natuur zoveel mogelijk op zijn beloop gelaten wordt. Hierbij wordt een duidelijk onderscheid gemaakt tussen landschapsbeheer in het historisch belang van het landhuis en het belang van de biodiversiteit. Kernwaarden zijn duurzaamheid en behoud van het gebied.

## Geschiedenis

### Kloosters
In het eerste kwart van de 12e eeuw werd op woeste grond even oostelijk van de plaats Utrecht het Sint-Laurensklooster gesticht door ridders die zich hadden bekeerd. In de beginperiode was het een benedictijnenabdij en kreeg het aanzienlijke schenkingen van keizerin Mathilde en de Utrechtse bisschop Godebald. Godebald trok zich kort voor zijn dood terug in het klooster en werd in 1127 in de abdijkerk van Oostbroek begraven. Ook werd het klooster al zeer vroeg een dubbelklooster met zowel monniken als nonnen. Deze situatie was reeds in 1139 veranderd omdat toen een apart Vrouwenklooster bestond op een nabijgelegen stuk onontgonnen abdijgrond (De Nieuwehof). De abdij viel in de parochie van de Utrechtse Nicolaaskerk.

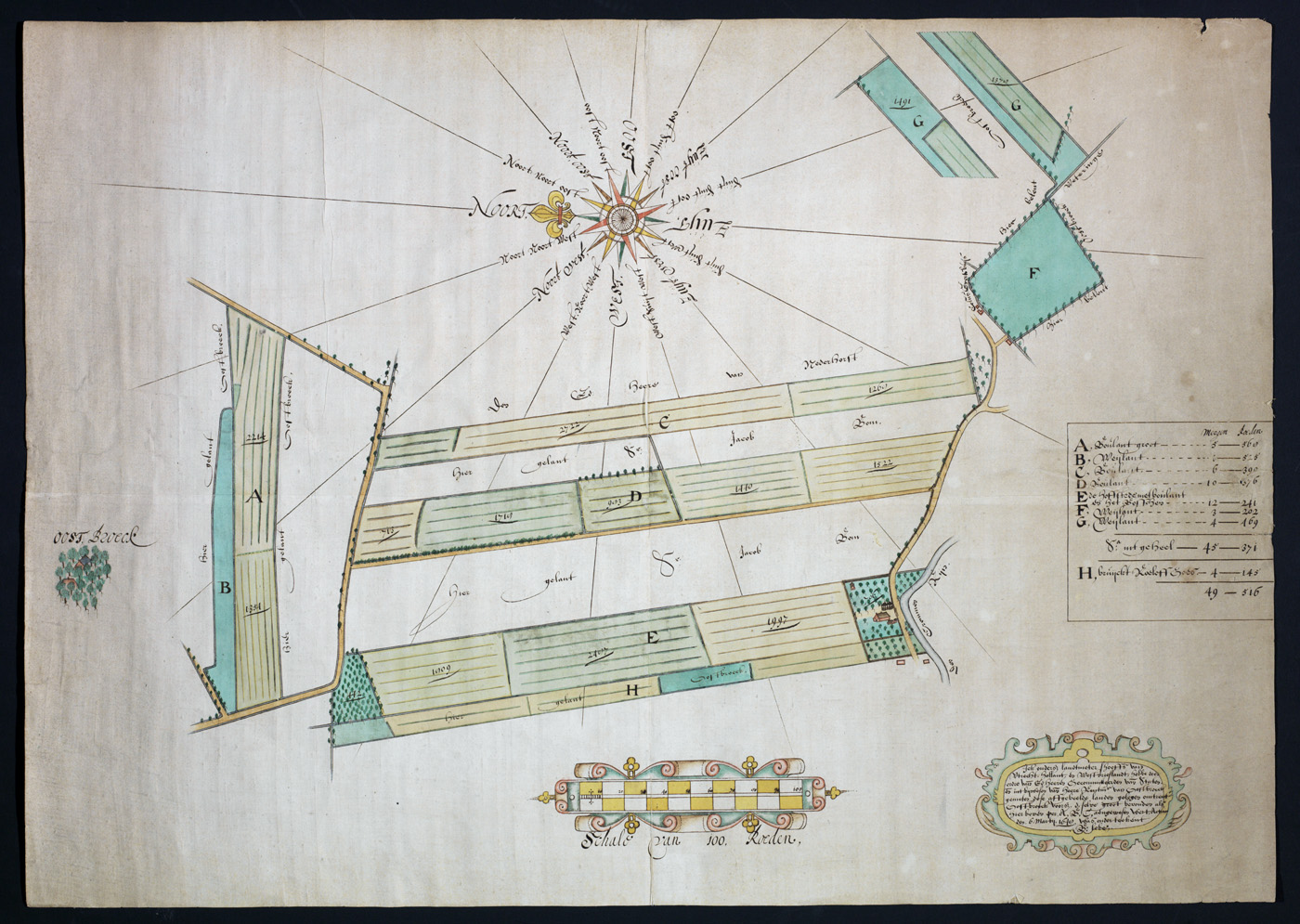
Kaart uit 1648 met enkele na de ontginningen ontstane percelen van de voormalige abdij. De afgebeelde landerijen liggen in de huidige gemeenten De Bilt (links), Bunnik (rechts) en Zeist (midden en rechtsboven).

De Sint-Laurensabdij had in de middeleeuwen een belangrijke positie in de grootschalige ontginning van de moeras- en veengebieden ten oosten van de stad Utrecht. Een cruciale ingreep die destijds deze ontginning mogelijk maakte, vond in 1122 plaats door Godebald met de afdamming van de rivier de Rijn bij het stroomopwaarts gelegen Wijk bij Duurstede. In de ontginningen werd met copes gewerkt. De abdij had door schenkingen en aankopen grote grondgebieden in bezit gekregen waarop vanaf de ontginningen vervolgens onder meer turfwinning, akker- en andere landbouw kon worden bedreven en uithoven ontstonden. De abt had de beschikking over tijns- en tiendrechten, en de lagere wetgeving.
Het Vrouwenklooster stond vanaf het begin lange tijd onder gezag van de Sint-Laurensabdij, maar was in 1370 definitief verzelfstandigd. Het klooster behoort tot de handvol kloosters in Utrecht en omgeving voor adellijke dames. In 1241 was bepaald dat aan het Vrouwenklooster niet meer dan 30 nonnen verbonden mochten zijn. Tot de bekende abdissen van het klooster behoort Henrica van Erp. Tussen 1503 en 1548 had zij deze functie en dankzij haar kroniek is meer bekend over het kloosterleven.
Even na het midden van de 16e eeuw bevond de Sint-Laurensabdij zich in grote financiële problemen waarbij het aantal kloosterlingen afnam. Omstreeks 1580 werden vervolgens het Sint-Laurensabdij en het Vrouwenklooster afgebroken. Met de Reformatie vervielen de goederen van de Sint-Laurensabdij in 1586 aan de Staten van Utrecht, de goederen van het Vrouwenklooster aan de ridderschap. Kort daarna is het huis Oostbroek op het abdijterrein ontstaan.

### Landgoed Oostbroek
Het eind 16e eeuw gebouwde huis Oostbroek met omringende gronden is in de loop der tijd vele malen van eigenaar gewisseld waarbij de eerste buitenplaats Oostbroek op het terrein ontstond in 1676. Goederen van de voormalige abdij zijn gaandeweg verkocht. Onder meer de buitenplaatsen Vollenhoven, Sandwijck en Houdringe zijn daardoor ontstaan.
In 1887 is uiteindelijk het huidige landhuis Oostbroek gebouwd op het voormalige abdijterrein. Het parkontwerp is van I.H.J. van Lunteren, die oudere elementen daarin opnam. Vandaag de dag zijn onder meer het eind-19e-eeuwse hoofdgebouw en het park op het landgoed een rijksmonument. Het Utrechts Landschap heeft het bijna 90 hectare grote landgoed Oostbroek in eigendom.
De landgoederen Oostbroek en Niënhof zijn door de provincie Utrecht aangewezen als aardkundig monument.

## Ecologie[2]
De bodem van het gebied is vooral gevormd door vele overstromingen van de Kromme Rijn tussen 3000 en 700 v.C. De grond bestaat uit mineraalrijke lichte tot zware zavel dat door de rivier is neergeslagen met een dekzandlaag van 30 tot 80 cm diep. Nadat de Kromme Rijn verschoof naar de huidige ligging in 700 v.C. zijn de oude beddingen dichtgeslibd met klei- en veenmateriaal, maar deze beddingen zijn later weer uitgegraven. De bodem bevat nagenoeg geen kalk. Enkele plekken in het gebied, vooral zuidelijke, staan onder invloed van kwel: grondwater stroomt vanaf de nabije Utrechtse Heuvelrug naar beneden en komt vervolgens in Oostbroek weer naar het oppervlak. Ook in de oostelijke broekbossen is kwel aanwezig. Ten noorden van de A28 wordt het grondwater van Oostbroek gevoed door de Biltse Grift. Het peil kan gereguleerd worden door een gemaal nabij het gebied Sandwijck in De Bilt, aangelegd in 1972. Het zuiden van het gebied is qua waterhuishouding geïsoleerd van de rest en staat alleen onder invloed van grondwater, regenwater en kwel. Dit betekent ook dat water in het zuiden lastig afgevoerd kan worden, wat geregeld leidt tot langdurige hoge waterstanden.
Het landgoed valt qua begroeiing in te delen in 4 verschillende typen: broekbos, grasland, de tuin van het landhuis en boomgaarden. De broekbossen bevinden zich allemaal ten zuiden van de A28. Ze zijn erg vochtig en mineraalrijk en bestaan vooral uit een Essen-Iepenbos. Er wordt hier al lang niet meer uitvoerig gekapt waardoor de bomen die er staan voor Nederlandse begrippen vrij oud en hoog zijn. Er is ook een strook met essenhakhout en een elzenbroekbos. Soorten als grote bonte specht, bosuil en steenmarter profiteren van de hoge bomen en zijn in het gebied aanwezig. Ondanks de populatie reeën die in het gebied foerageert is er voldoende aanwas van jonge bomen als zomereik en esdoorns.
De graslanden zijn verdeeld over het noordelijke en het zuidelijke deel. Ten noorden van de A28 wordt de grond verpacht aan agrariërs, waarbij 10% van het land niet gemaaid worden ten behoeve van insectenpopulaties. In het zuiden wordt het grasland gebruikt als bloemenweide en voor het verbouwen van zomergraan. Tevens is hier sinds 2018 een poel aanwezig waarin zich in de toekomst amfibieënpopulaties moeten gaan vestigen, met speciale aandacht voor de kamsalamander. In de vijver in het midden van het gebied zijn al gewone pad, meerkikker, bastaardkikker, bruine kikker en kleine watersalamander aanwezig. Ook de ringslang kan hier in relatief grote aantallen voorkomen door de combinatie van vochtigheid, graslanden en voldoende prooi.

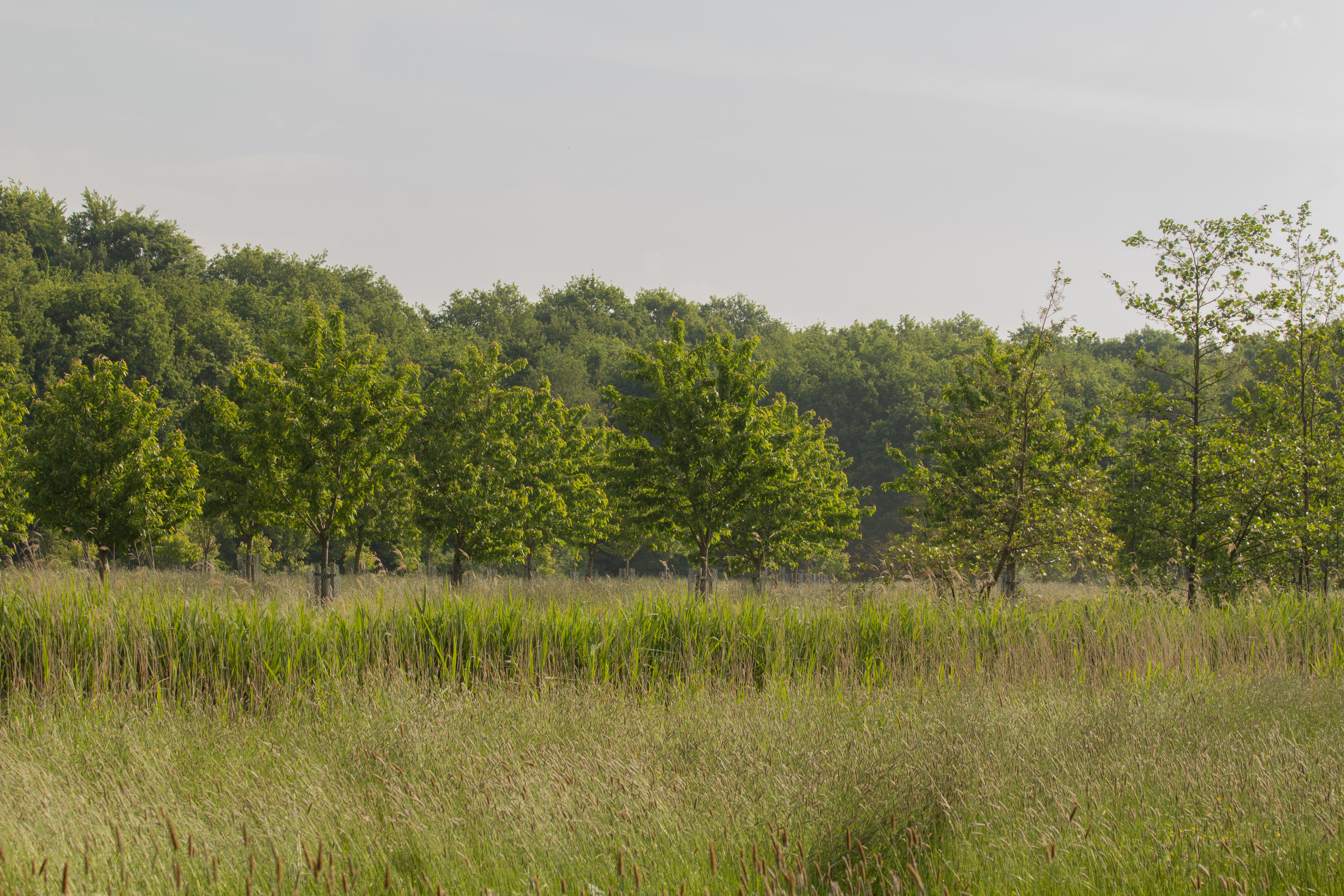
Een fruitboomgaard in Landgoed Oostbroek

Het landhuis staat in het zuidelijke gedeelte en wordt omgeven door een tuin met gazon die typerend is voor dergelijke villa’s. Ook alleenstaande flora als rode beuk en rhododendron zijn hier aanwezig, samen met enkele bijzondere stinsenplanten als het Haarlems klokkenspel. Hier wordt, in tegenstelling tot het broekbos, veel aan beheer gedaan om het klassiek ogende landschap te behouden.
De boomgaarden zijn bloemrijk en worden begraasd door geiten en schapen. In een van de fruitboomgaarden is de mogelijkheid om een kersenboom te adopteren en hier de kersen van te plukken voor eigen consumptie.
Landgoed Oostbroek vormt een belangrijke schakel in de Ecologische Hoofdstructuur die natuurgebieden in Nederland en Europa met elkaar verbinden. Onder andere reeën en dassen kunnen via Oostbroek andere groene schakels bereiken zoals Sandwijck, Klein Vollenhove, Amelisweerd en De Lage Grond.

## Beheer[1][2]

### Algemeen beheer
Op landgoed Oostbroek worden op verschillende locaties verschillende manieren van beheer toegepast, maar er is ook een aantal algemene beheermaatregelen. Zo zijn veel paden gemaakt van zand en halfverharding om zowel drainage van water in de grond als toegankelijkheid van het gebied te bevorderen. Vanaf het najaar van 2018 speelt adaptief landgoedbeheer een grote rol, waarbij afvalstromen worden geminimaliseerd. Zo worden restanten van het maaien naar lokale boeren gebracht of blijft het liggen op het land. Ook worden omgevallen bomen zelf gezaagd en teruggelegd in het gebied om zo afvalstromen te verminderen maar ook om huisvesting voor andere organismen te creëren. Verder wordt er laat in de middag gemaaid zodat ringslangen voldoende opgewarmd zijn om te kunnen vluchten.

### Tuinen en boomgaarden rond het landhuis
Rond het landhuis is het beheer ingesteld op een historische uitstraling. Het gazon en de boomgaarden rond het landhuis bevinden zich op een vruchtbare kleigrond waardoor verschillende grassen domineren. Om dit te voorkomen wordt er zowel op het gazon in de zichtas van landhuis als op de boomgaarden twee keer per jaar gemaaid. Dit gebeurt op het tijdstip dat de grassen nog geen zaden hebben kunnen verspreiden, maar de bloemen wel. Het doel hiervan is de verwezenlijking van een bloemenweide.
Om deze nette uitstraling te realiseren maar ook aan het behoud van diversiteit in de vorm van insecten te denken, mag het gras aan de zijkanten zo veel mogelijk verwilderen. Langs de randen van de paden rondom het landhuis wordt de berm kort gehouden. Op een deel van de boomgaard staan geiten en schapen te grazen waardoor het maaien beperkt wordt naar twee keer per jaar. Ook hier wordt er voor gezorgd dat er gemaaid wordt voordat de grassen zich kunnen verspreiden. De boomcirkels (de directe cirkel grond om de stam heen) worden wel eerder gemaaid om te zorgen voor een goede beluchting van de grond en het toedienen van mest. Het gras dat van het gazon en de boomgaarden afkomt wordt afgevoerd om de terugstroom van nutriënten te beperken.
Utrechts Landschap probeert ook op meerdere plekken stinsenplanten te introduceren. Aan de voorkant van het landhuis staat al een aantal van deze stinsenplanten. Op deze plek staan dan ook lindebomen; deze bomen komen laat in blad en bieden dus voldoende licht aan de stinsenplanten om zich te kunnen ontwikkelen. Omdat de stinsenplanten veel kalk nodig hebben, wordt er extra kalk gestrooid. Bladcompost wordt gebruikt als bemesting rond het landhuis maar ook op andere plekken waar nodig.

### Broekbos en grasland

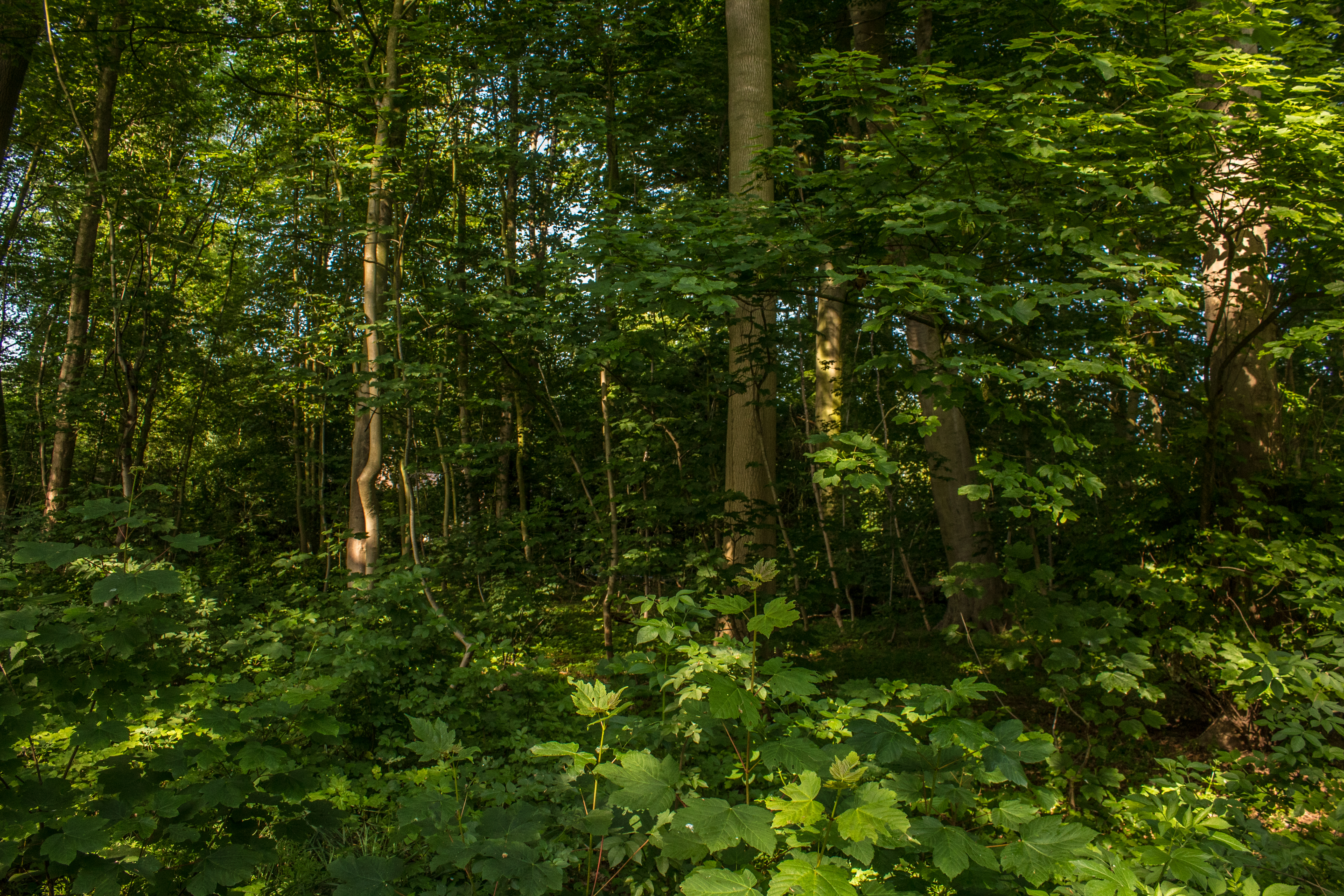
Een stuk van het onbeheerde broekbos

Naarmate men afstand neemt van het landhuis, wordt er een vorm van beheer toegepast waarbij men de natuur vooral haar gang laat gaan. Zo wordt in het zuiden nauwelijks beheer toegepast en wordt de natuur alle ruimte gegeven. In het zuiden en oosten bevindt zich het gebied dat voor bezoekers toegankelijk is gemaakt. Hier wordt de staat van de bomen rond de paden wel in kaart gebracht. Mocht een boom in zodanige staat zijn dat de kans groot is dat deze op het pad valt en daarmee bezoeker in gevaar brengt, dan wordt deze boom verwijderd. De boom wordt wel weer in het gebied teruggelegd om zo huisvesting te bieden voor andere organismen zoals reducenten. Om de grond te beluchten bij kwarrende bomen worden deze dode bomen soms ook versnipperd en in gefabriceerde gaten in de grond gestopt, waarbij dan ook bodemverbeteraar en bladcompost wordt toegevoegd. In het westelijke deel bevinden zich vooral weilanden en een boomgaard. Op de boomgaard wordt twee keer per jaar gemaaid. Op het land eromheen wordt voornamelijk beheer aangehouden voor creëren van een bloemenweide, maar er is ook een gedeelte beschikbaar gesteld voor het verbouwen van graan.
In het noordoosten bevindt zich een stuk bos dat afgesloten is voor bezoekers. In dit gebied hebben dieren de ruimte. Dit is ook in de buurt van een faunapassage waarmee wild de A28 kan oversteken. In dit gebied worden bladeren verwijderd zodat er meer ruimte komt voor paddenstoelen en er zo hopelijk een paddenstoelen-laantje zal ontstaan. Aan de rand van dit bos ligt een beek die is voorzien van ijsvogelwanden die deels zelf zijn gemaakt. Elk jaar worden de wanden weer glad gemaakt zodat de ijsvogels hun hol terug kunnen vinden. De ijsvogels worden actief gemonitord.

## Noemenswaardige soorten

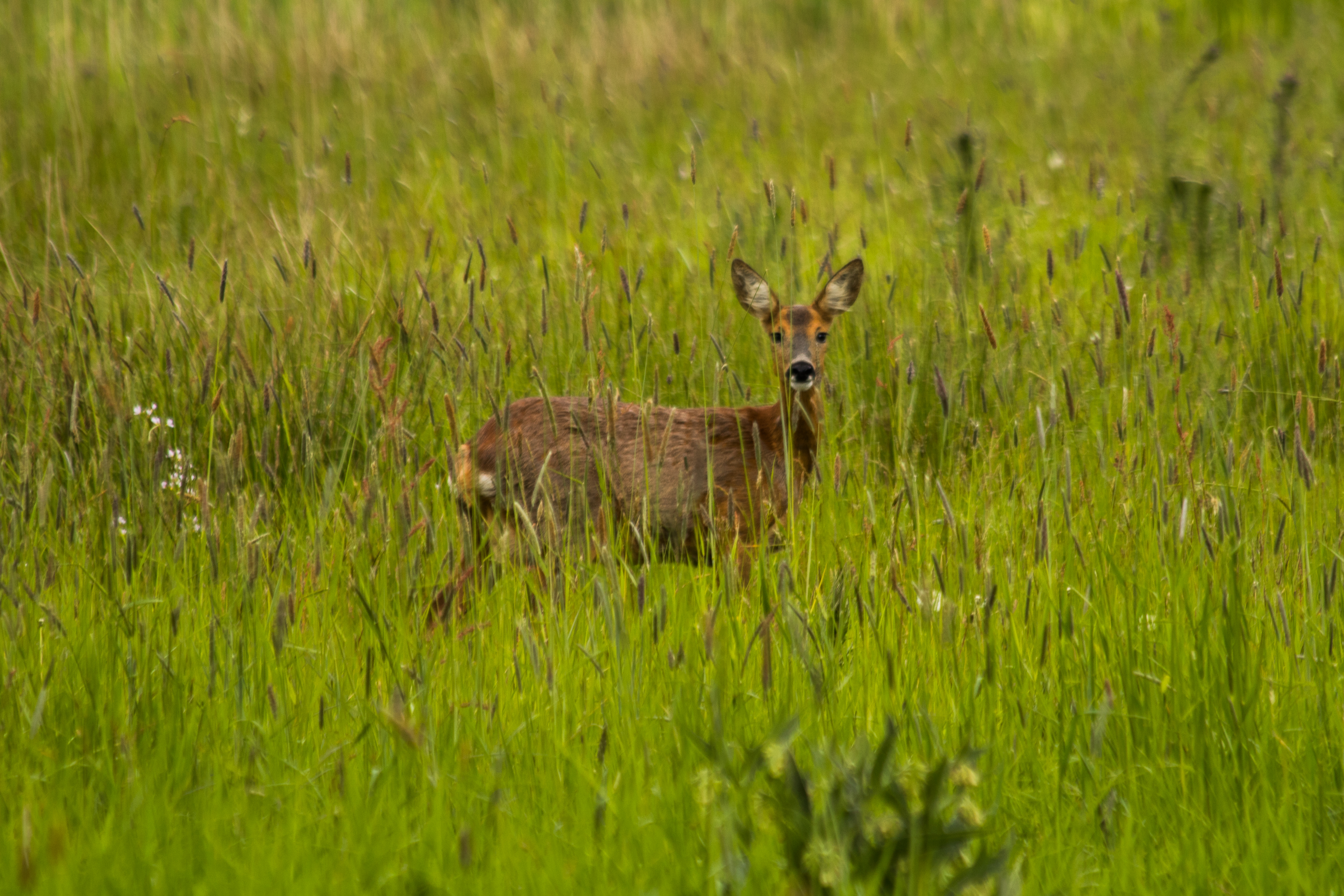
Een ree in het grasland voor het landhuis

## Noemenswaardige soorten[7]

### Zoogdieren
- Boommarter (Martes martes)
- Ree (Capriolus capriolus)

### Vogels
- Dodaars (Tachybaptus ruficollis)
- Groene specht (Picus viridis)
- Houtsnip (Scolopax rusticola)
- Kleine bonte specht (Dryobates minor)

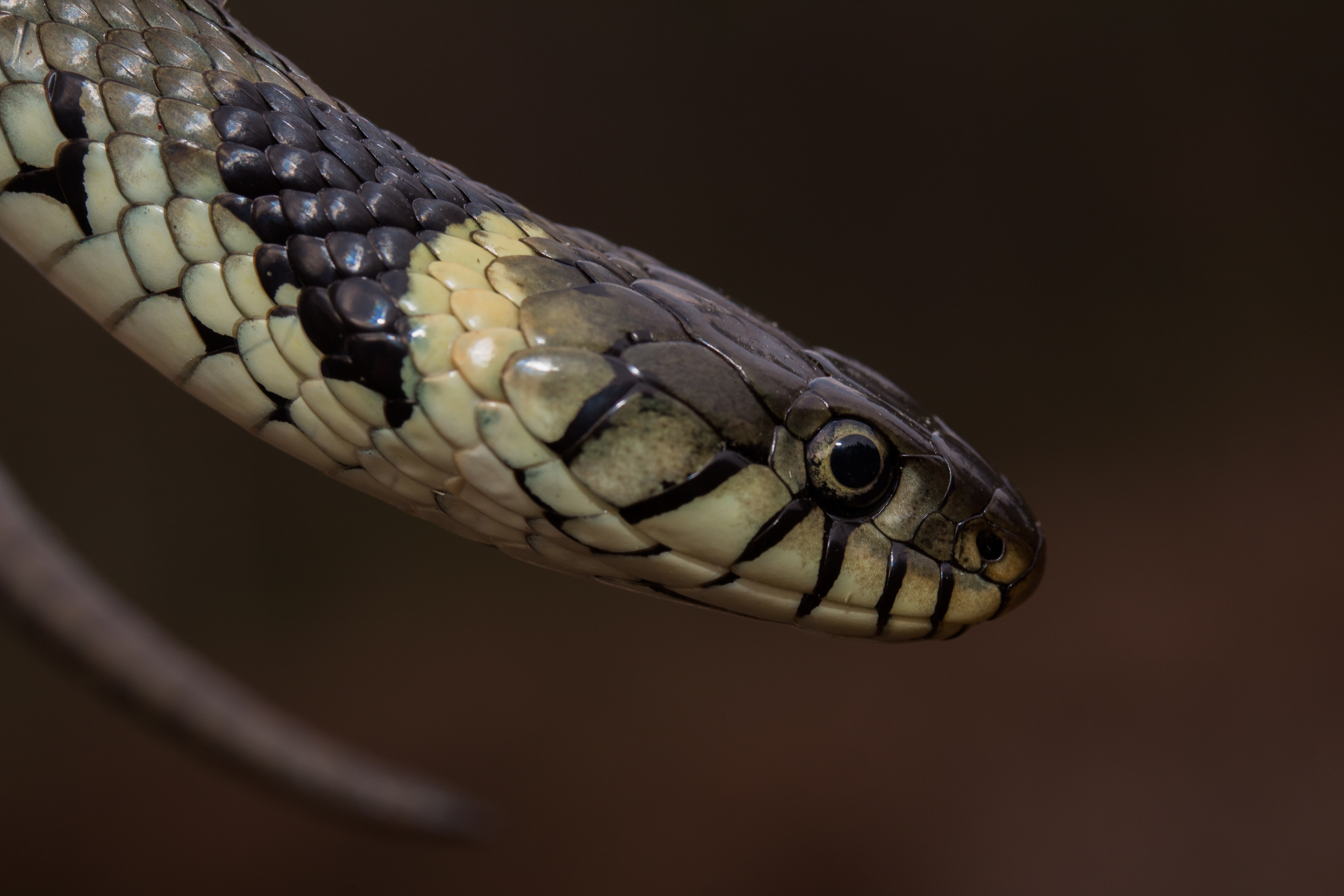
Gevlekte ringslang (Natrix helvetica)

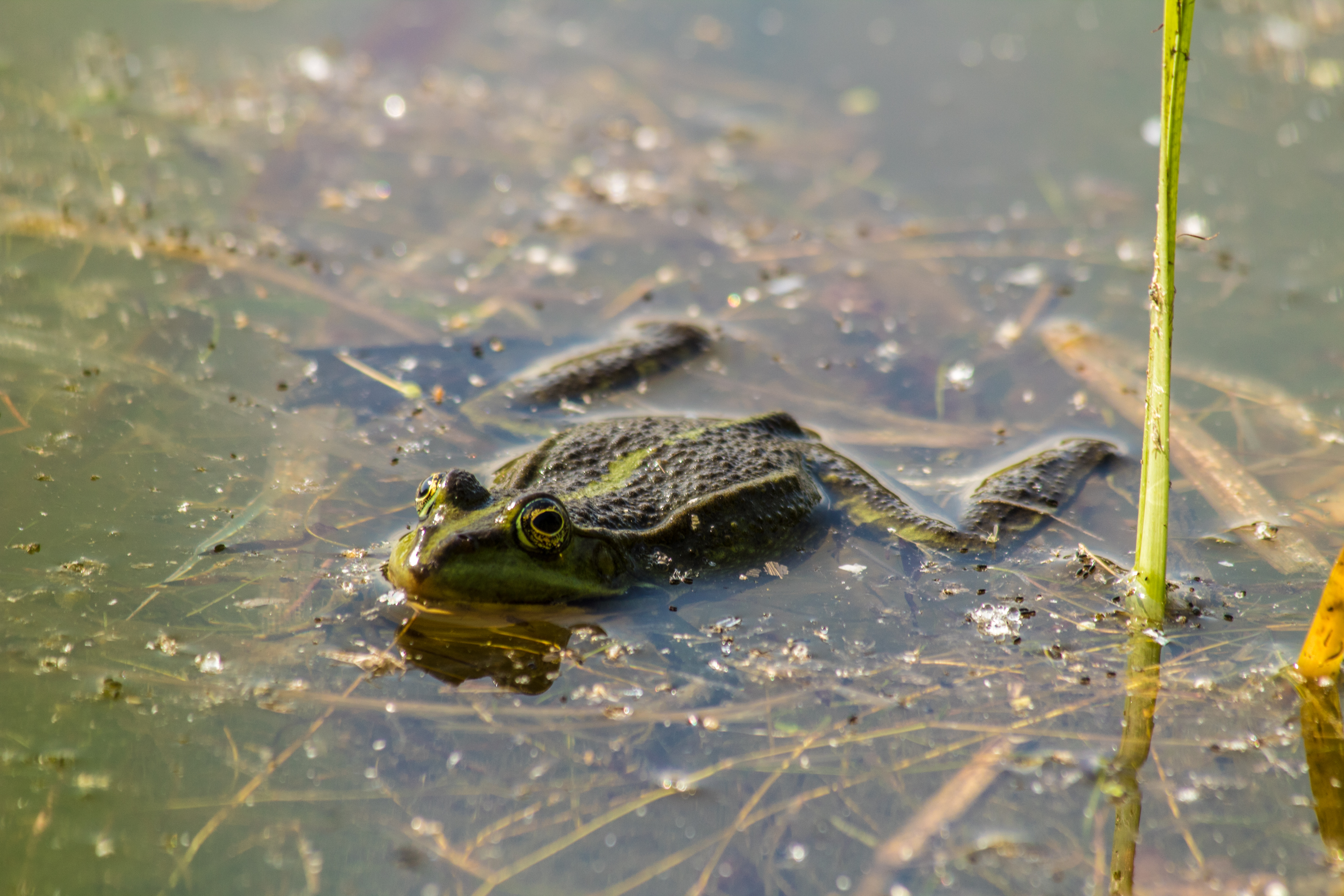
Een meerkikker in de meander langs het broekbos

- Koekoek (Cuculus canorus)
- Steenuil (Athene noctua)
- IJsvogel (Alcedo atthis)

### Reptielen en amfibieën
- Bastaardkikker (Pelophylax esculentus)
- Bruine kikker (Rana temporaria)
- Gevlekte ringslang (Natrix helvetica)
- Gewone pad (Bufo bufo)
- Kleine watersalamander (Lissotriton vulgaris)
- Meerkikker (Pelophylax ridibundus)

### Schimmels
- Kleibosrussula (Russula pseudointegra)
- Streephoedridderzwam (Tricholoma sejunctum)

### Flora
- Gewone es (Fraxinus excelsior), met 39.5 meter de hoogste in Nederland
- Gewone vogelmelk (Ornithogalum umbellatum)
- Grote keverorchis (Neottia ovata)
- Haagbeuk (Carpinus betulus), met 32.2 meter de hoogste in Nederland
- Haarlems klokkenspel (Saxifraga granulata var. plena)
- Maarts viooltje (Viola odorata)
- Moerascipres (Taxodium distichum)
- Slanke sleutelbloem (Primula elatior)

## Afbeeldingen

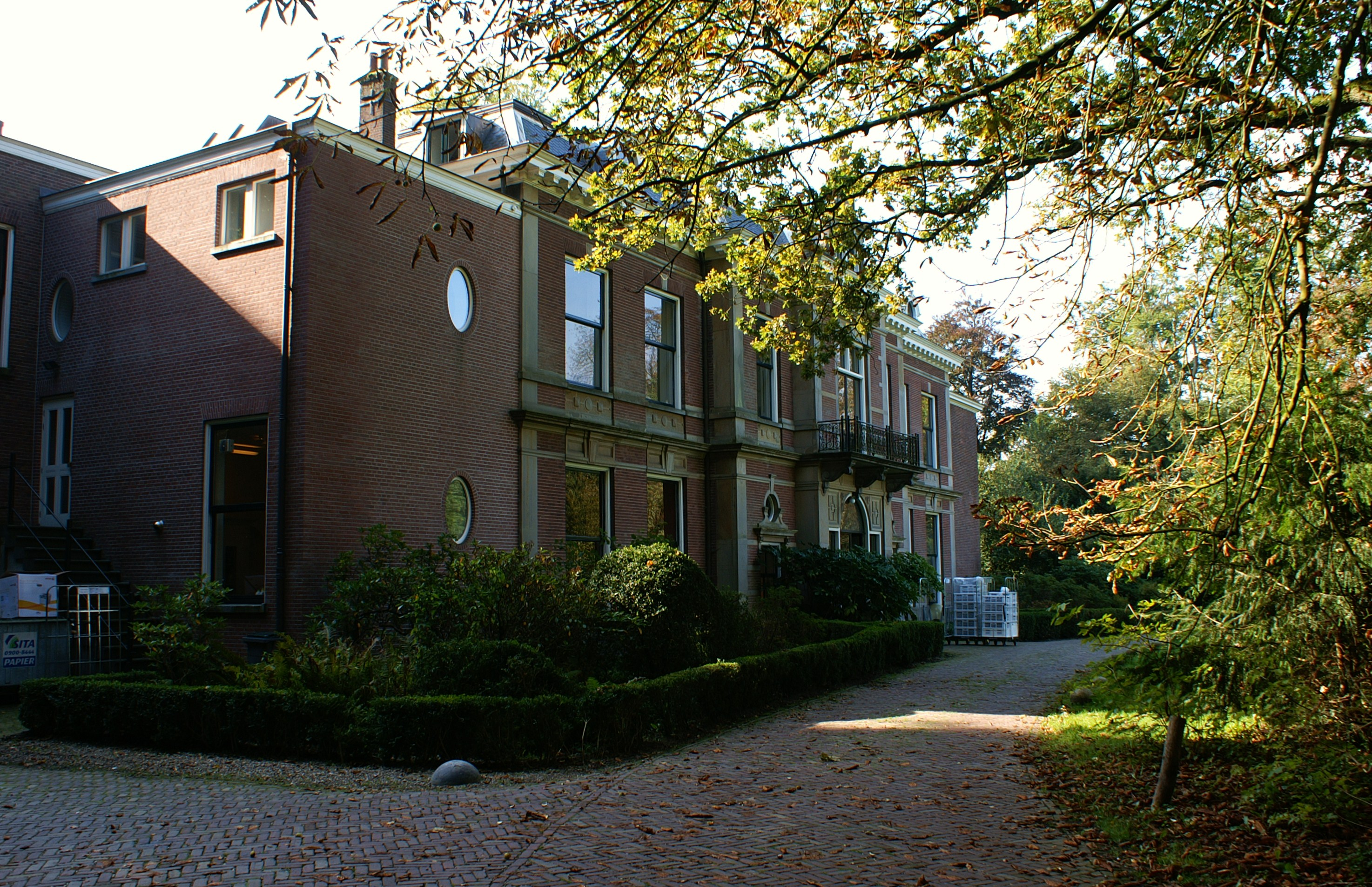
Hoofdgebouw op het landgoed
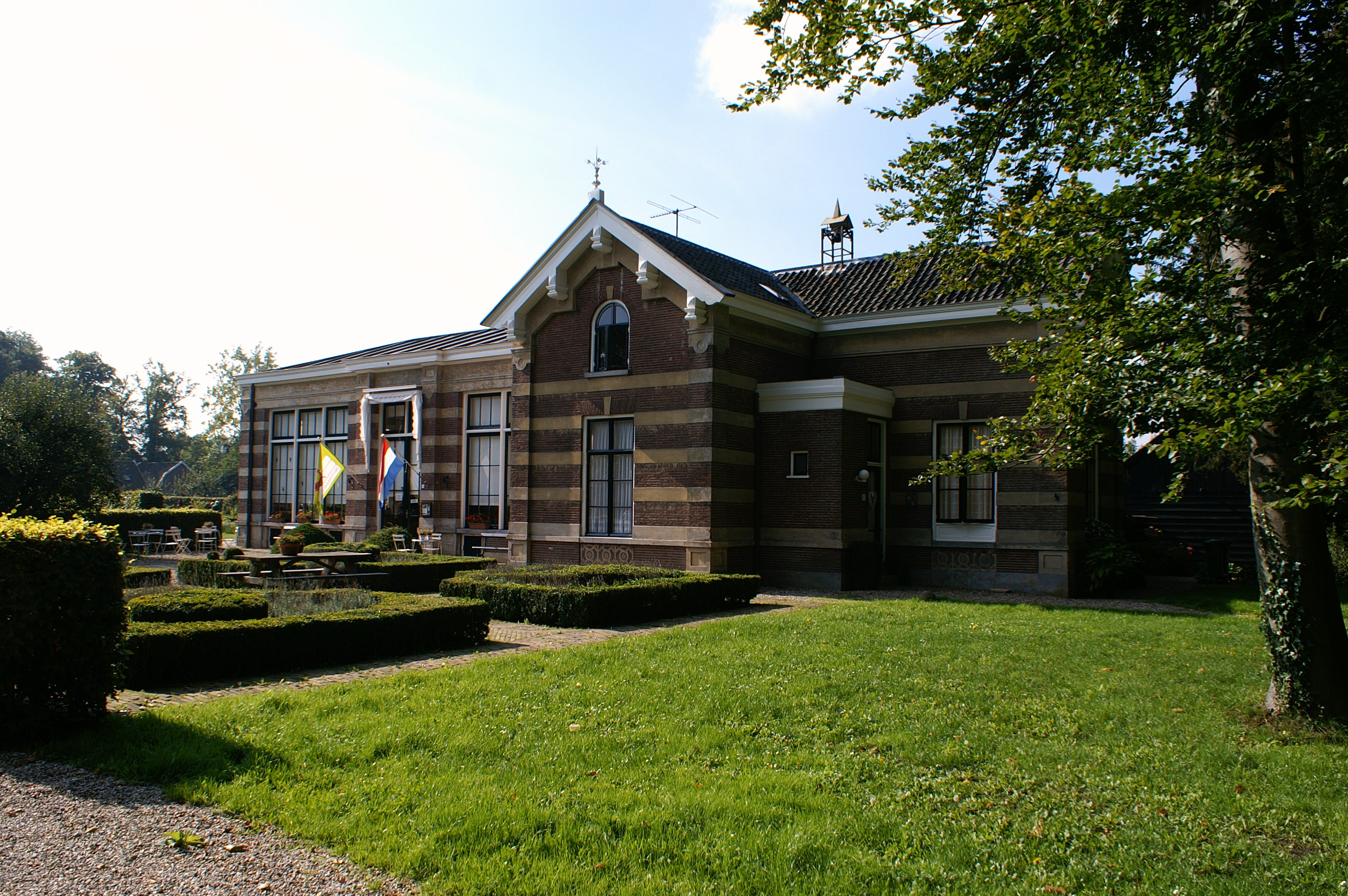
Rijksmonumentale 19e-eeuwse tuinmanswoning en oranjerie op Oostbroek die bij het landgoed horen
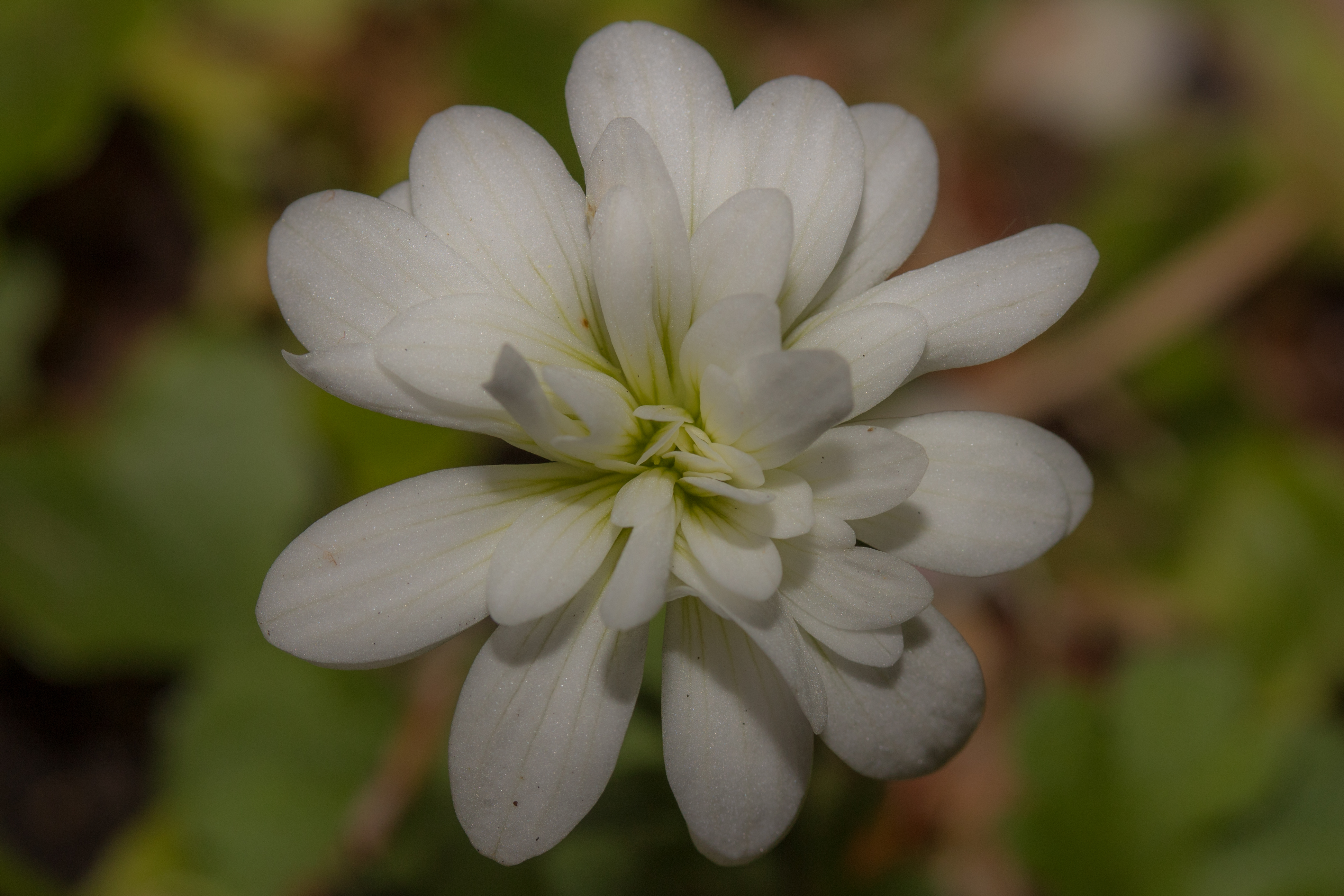
Haarlems klokkenspel
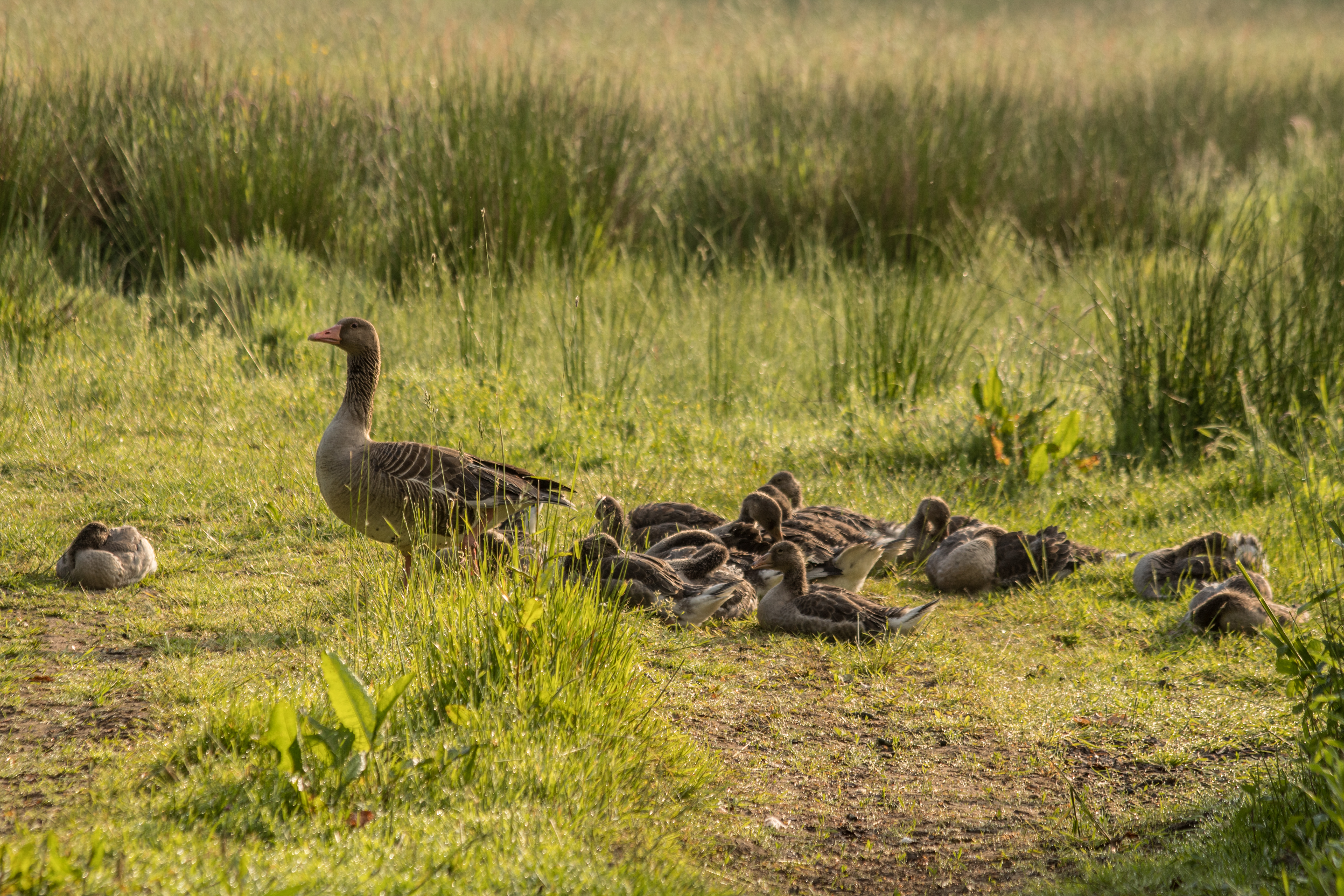
Een familie grauwe ganzen in het grasland van Oostbroek
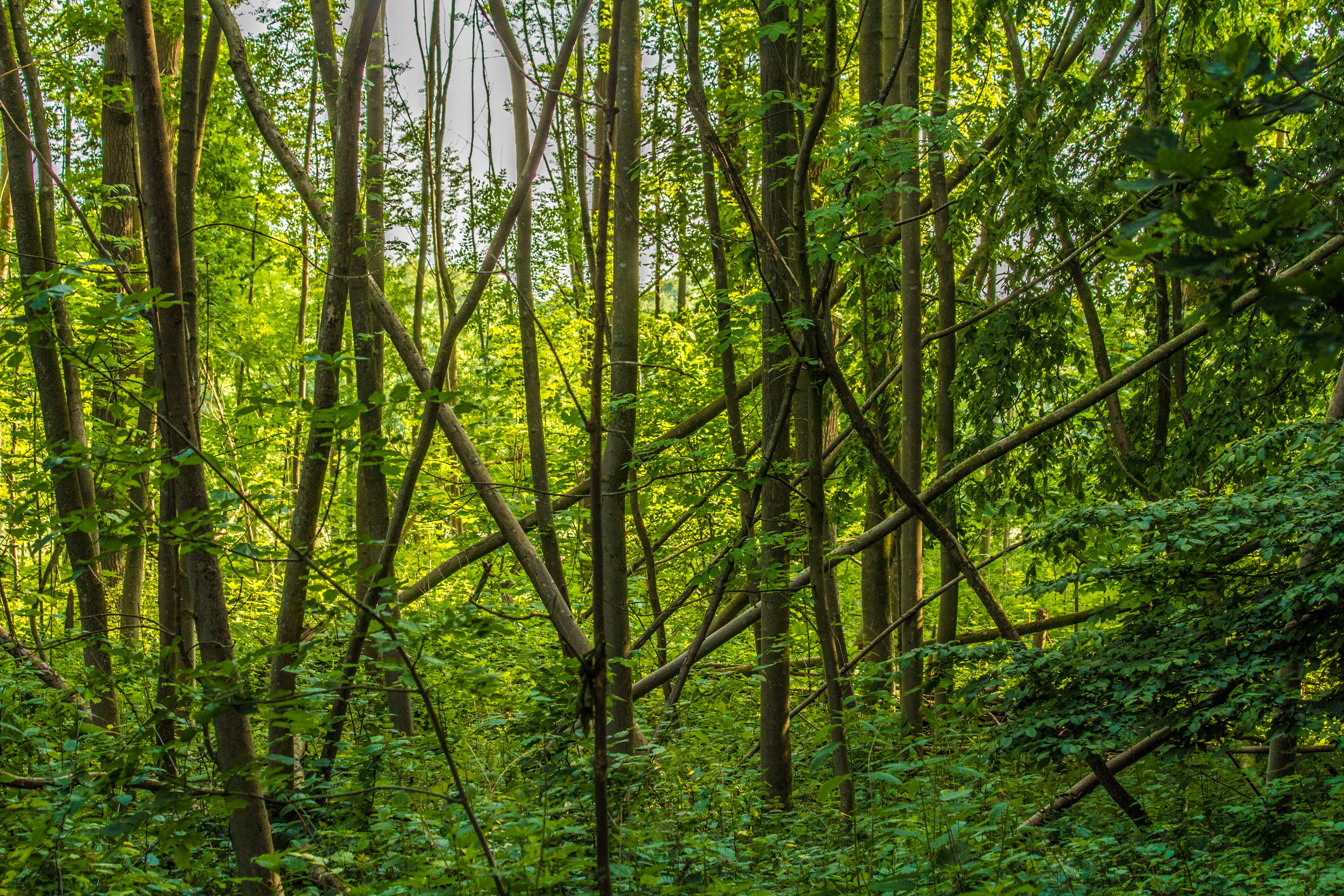
In het broekbos kunnen dode bomen blijven staan
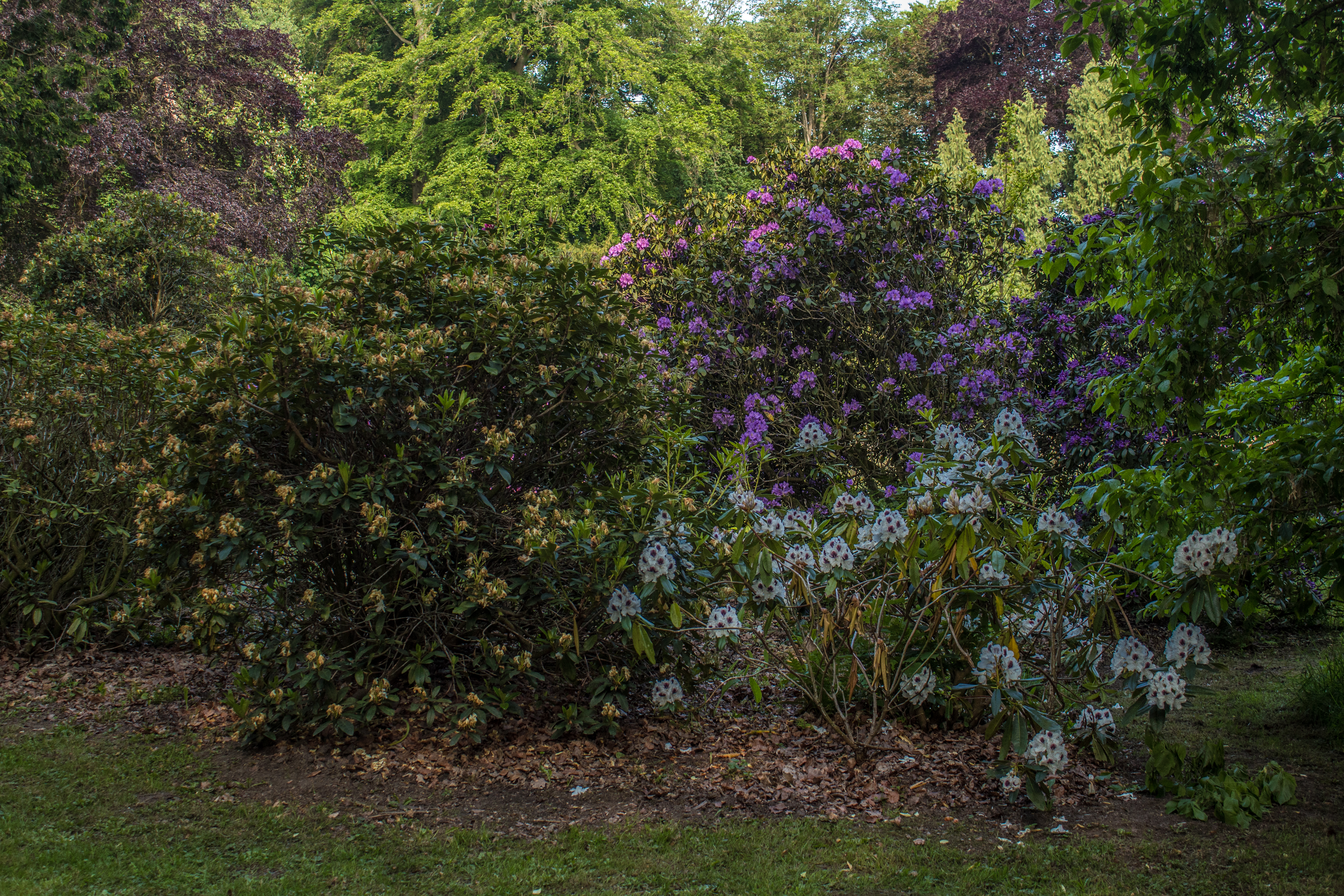
In de omgeving van het landhuis staan verschillende rododendrons
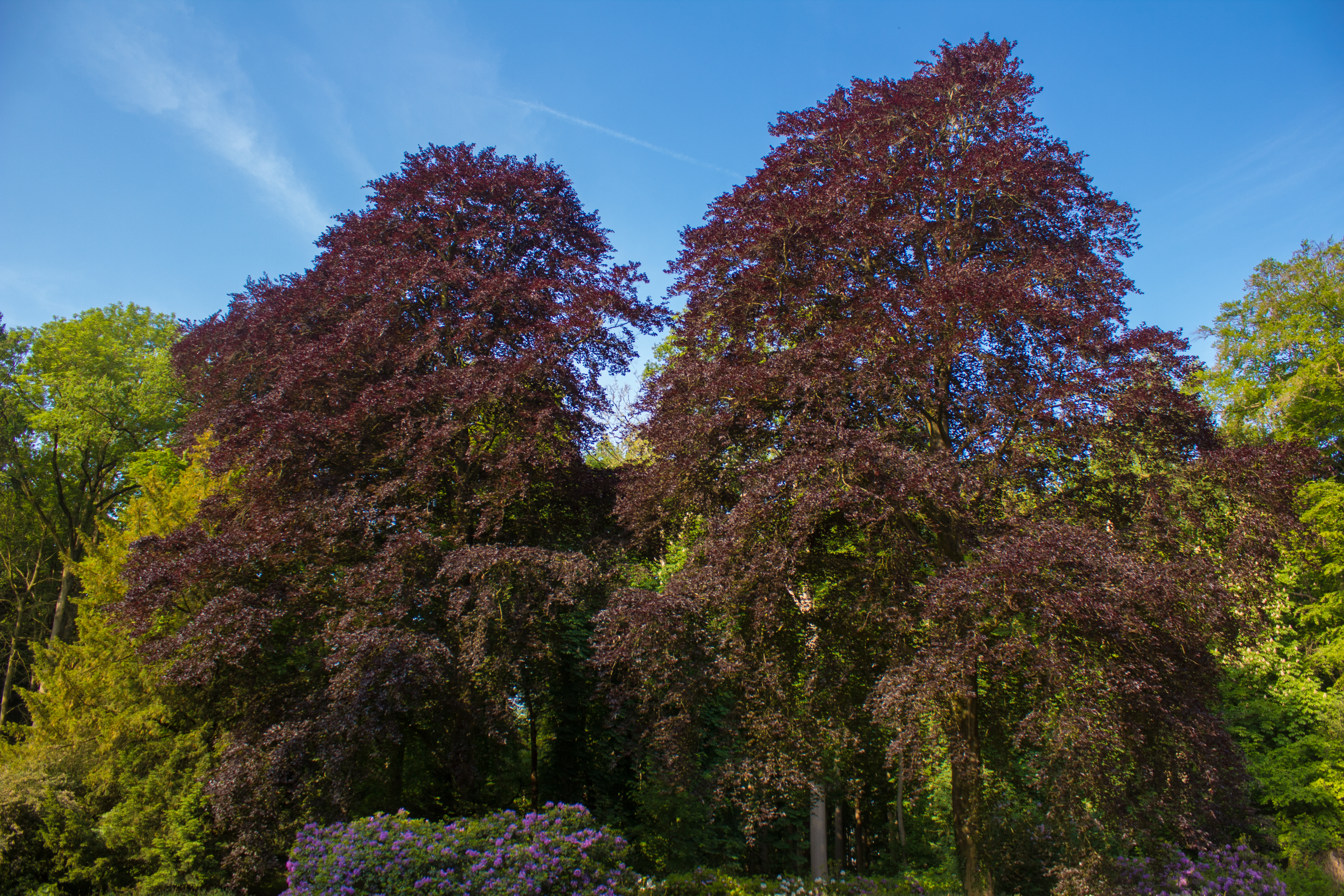
Een van de rode beuken rondom het landhuis
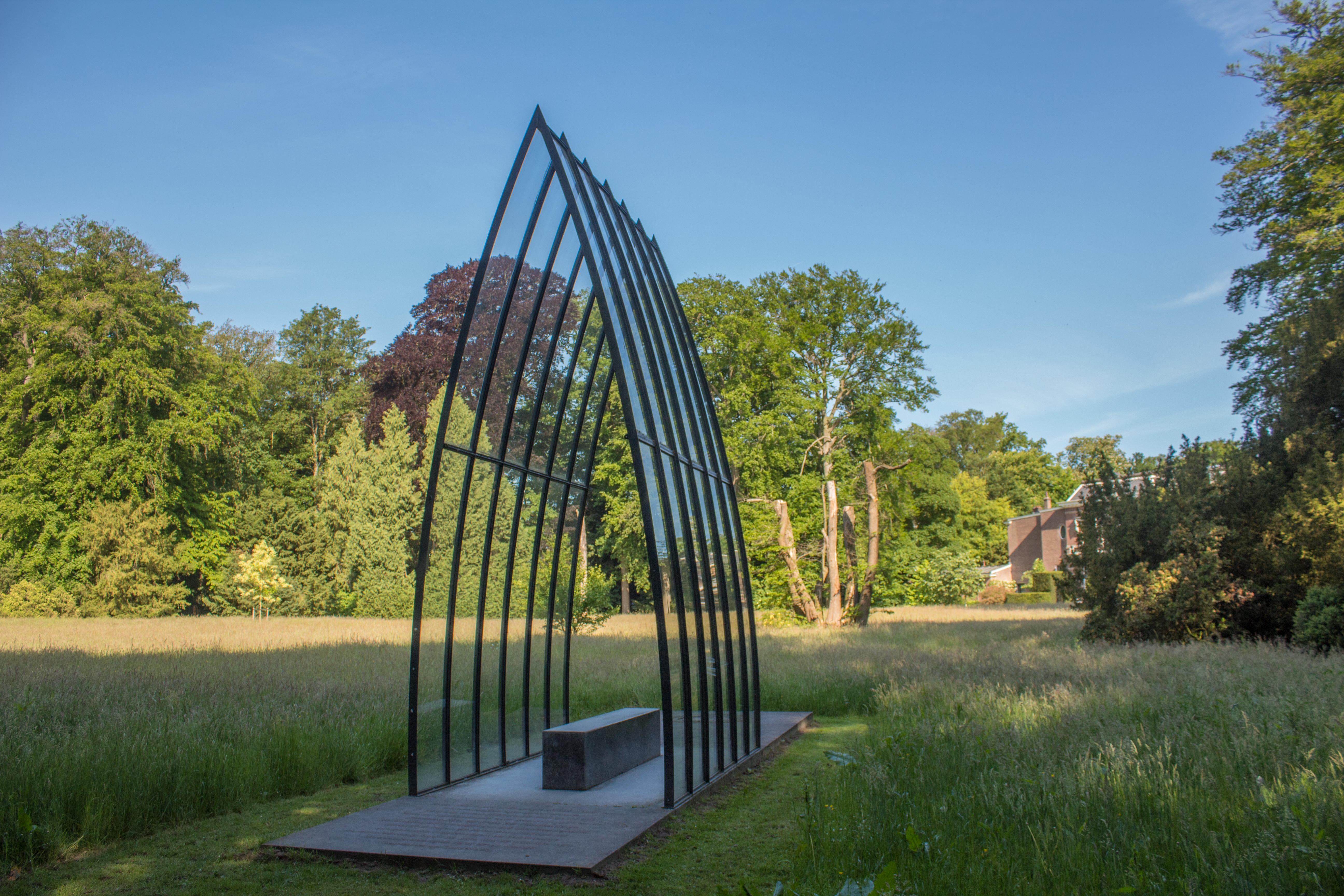
In de tuin van het landhuis staat dit kunstwerk dat herinnert aan het kloosterverleden van het landgoed
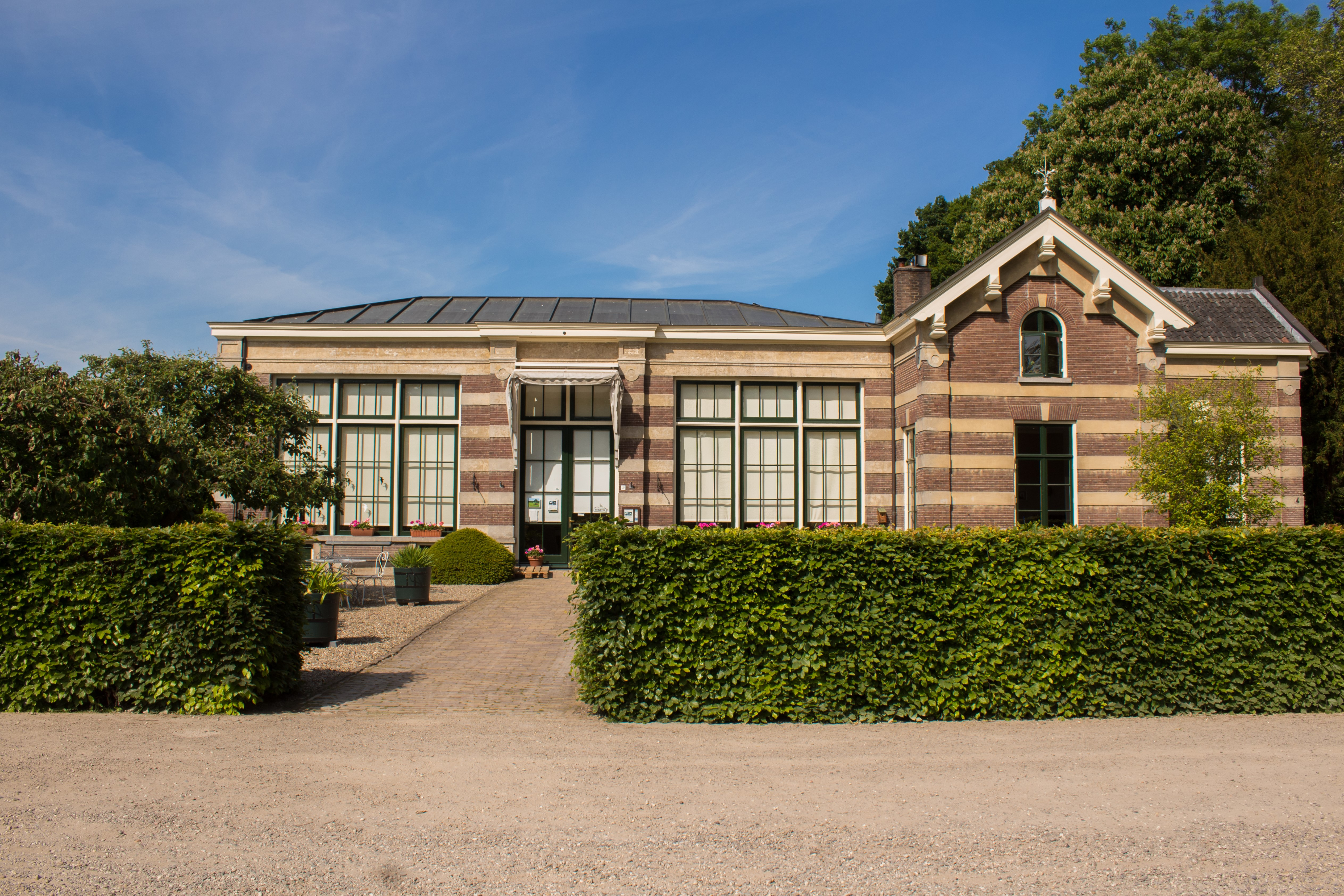
Bij de zuidelijke ingang van het landgoed staat 't Winkeltje, waar men streekproducten en natuurartikelen kan kopen
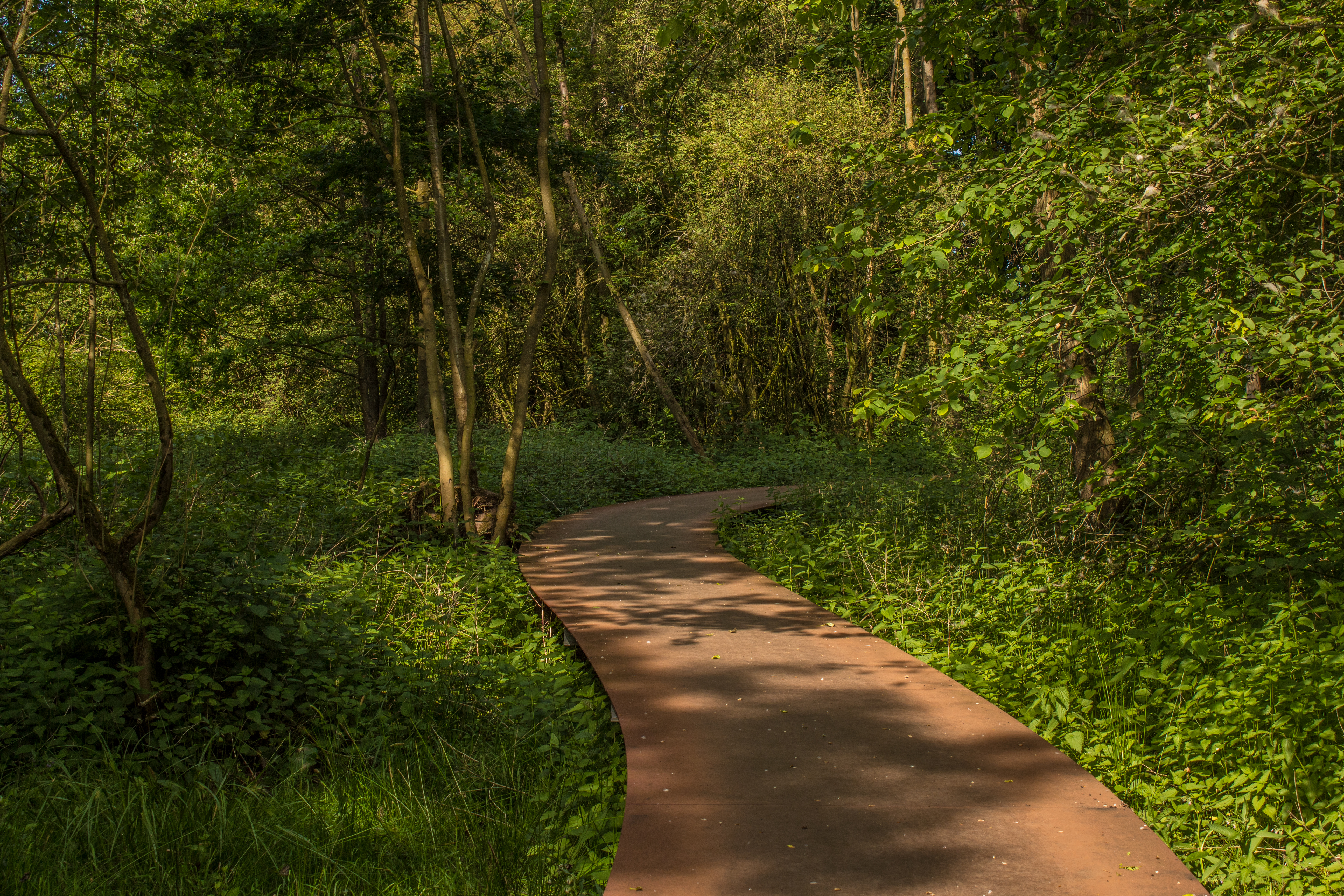
De Mathildebrug dient als verhoogd wandelpad door het broekbos
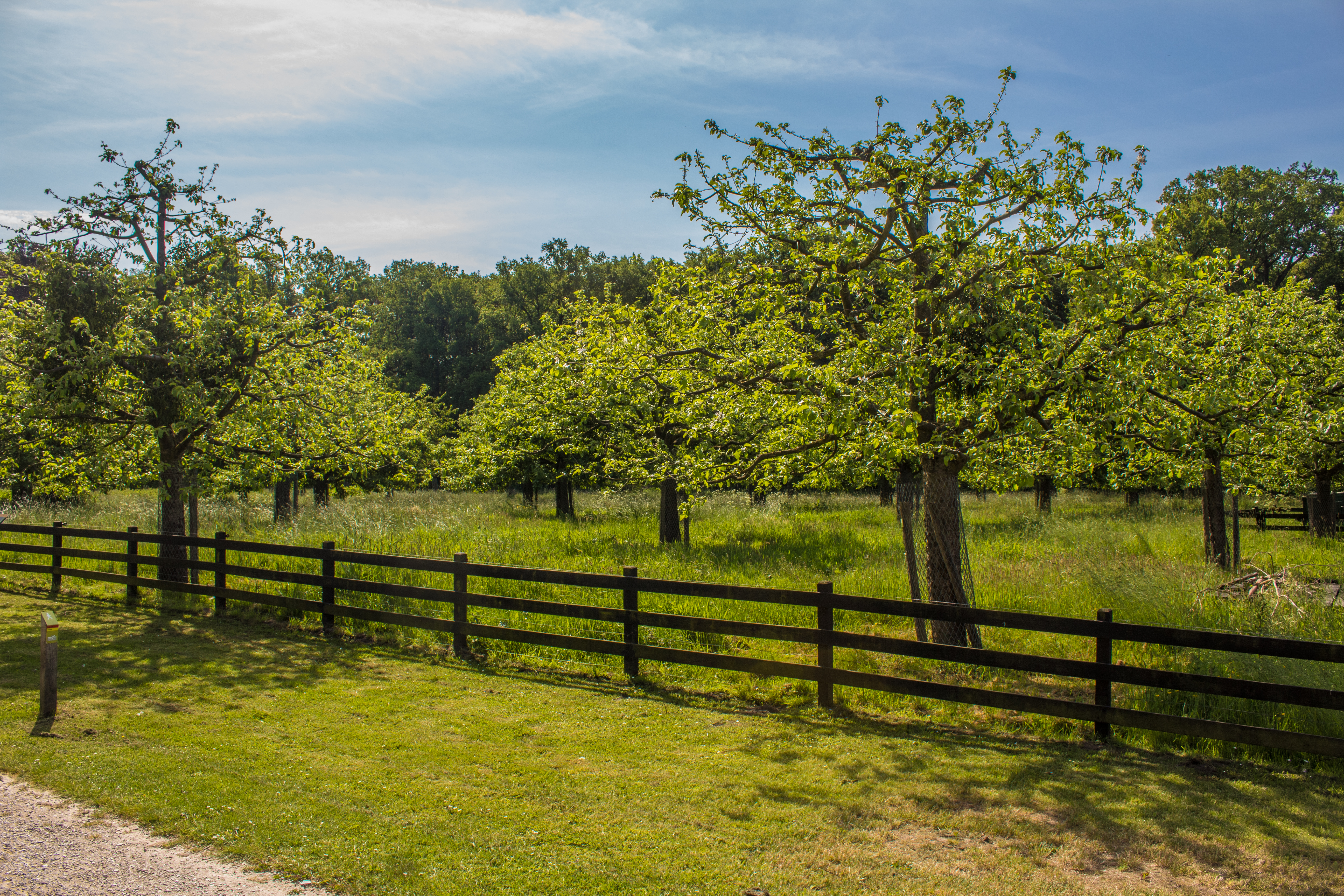
Een van de fruitboomgaarden
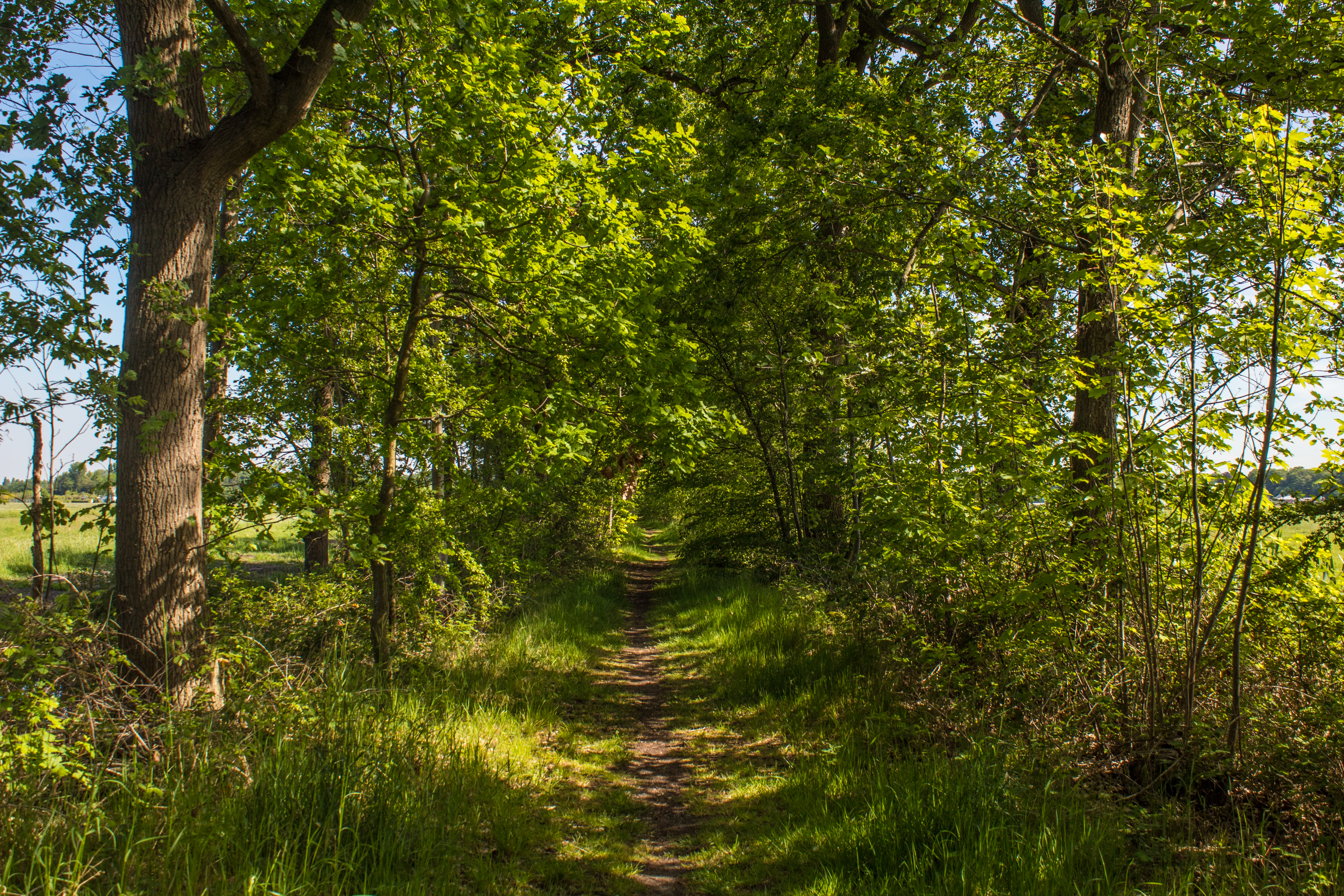
Het wandelpad over de dijk in het noordelijke gedeelte
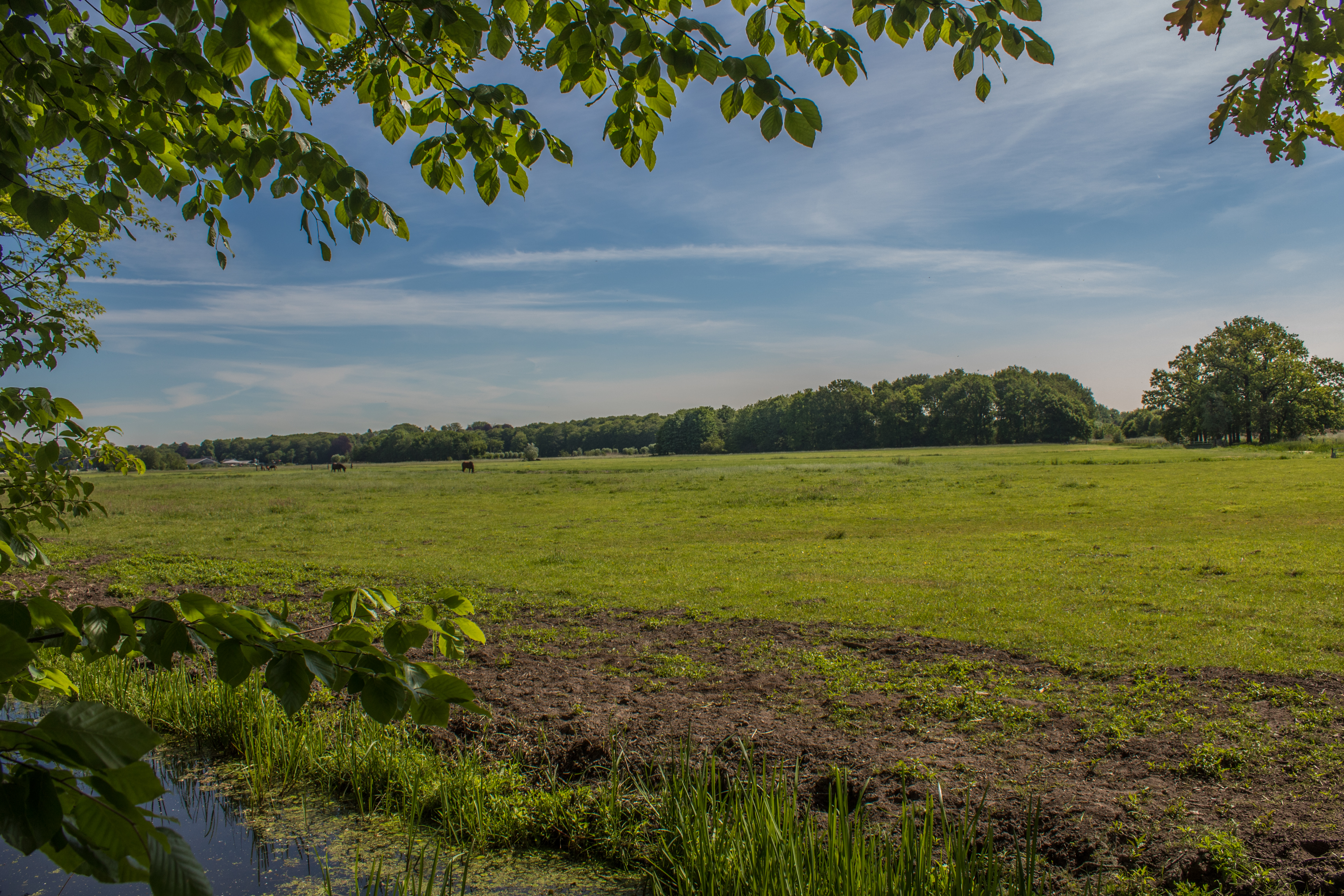
Een weiland in het verpachte noordelijke gedeelte
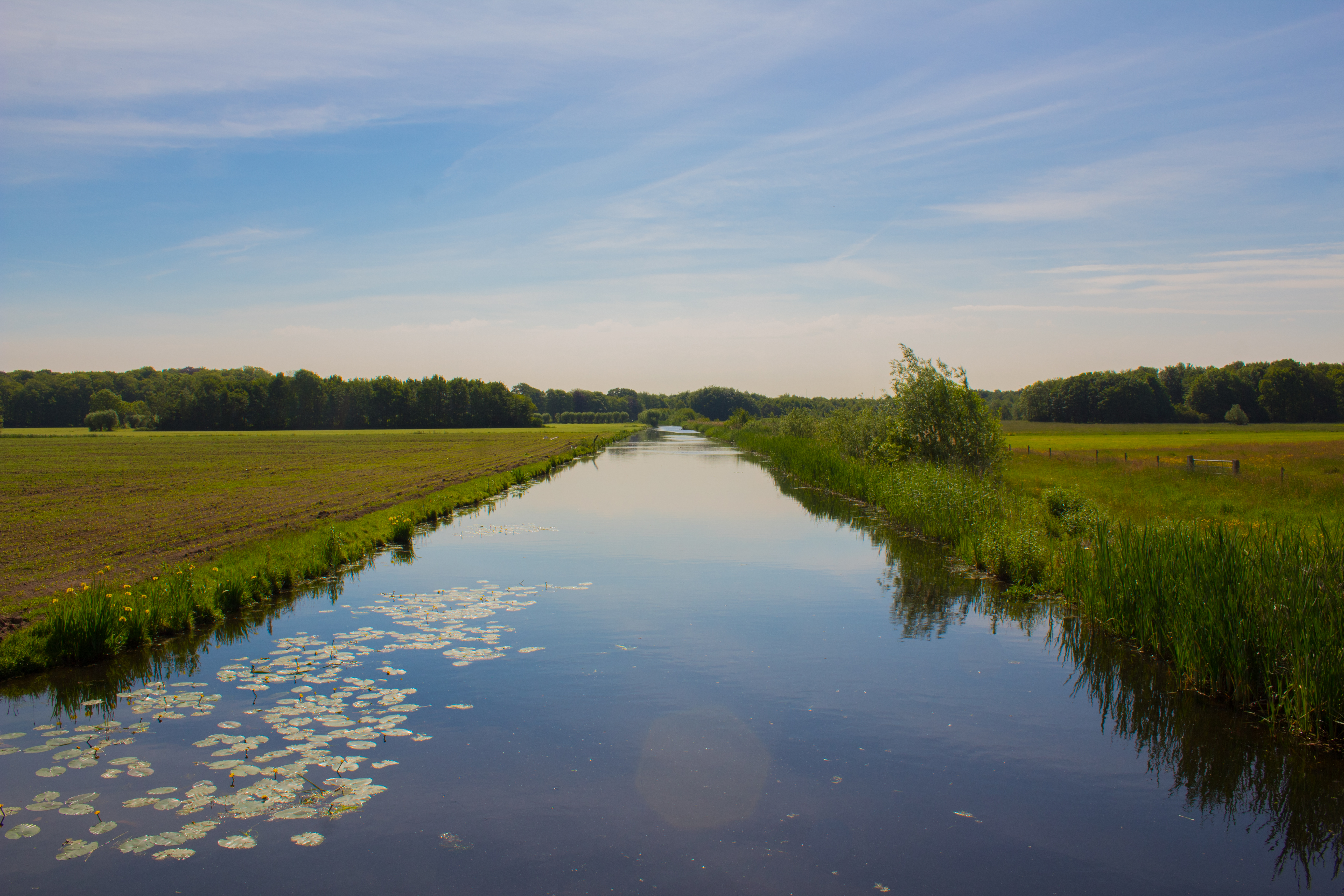
De Biltsche Grift in het noordelijke gedeelte van Oostbroek
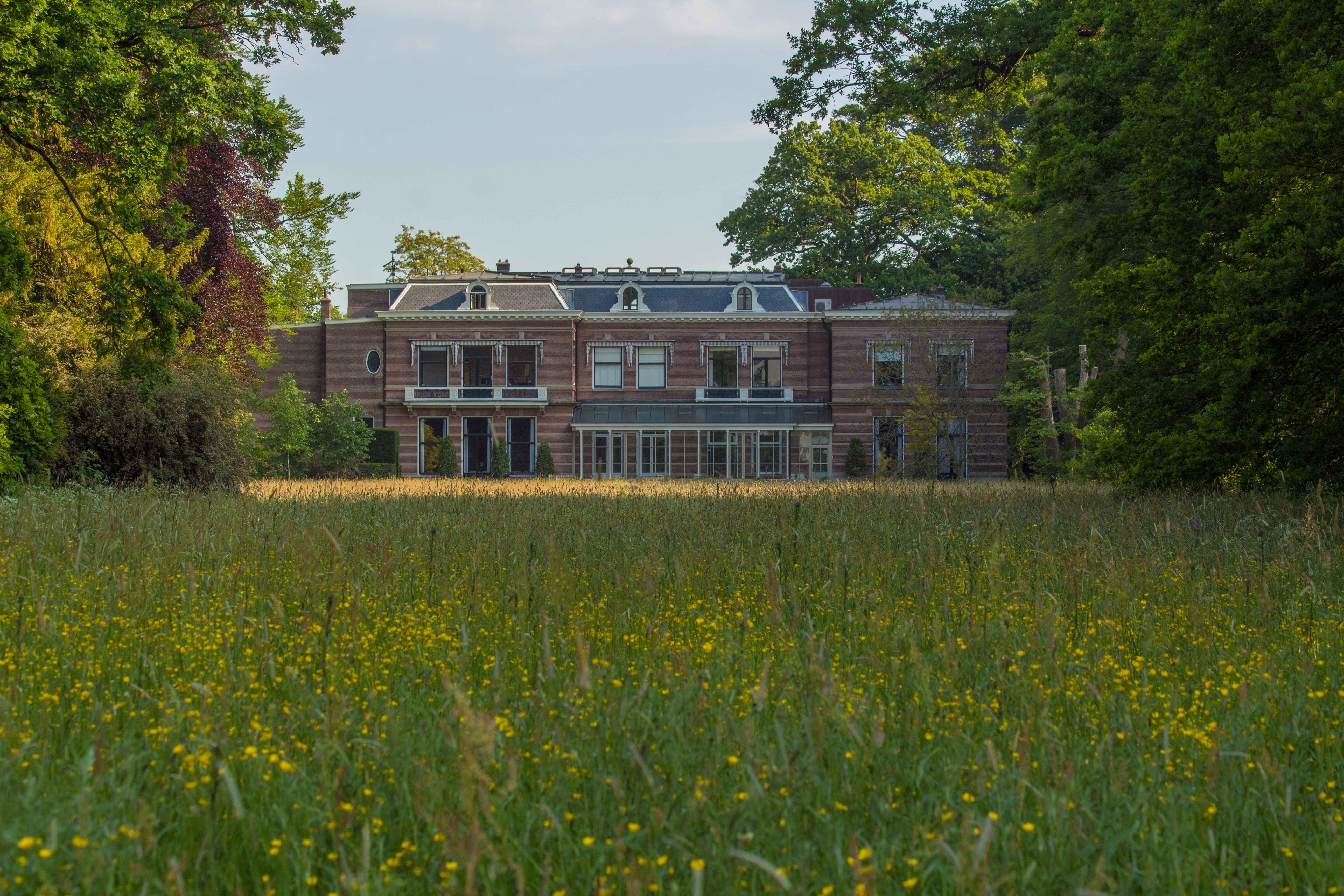
In het landhuis van Landgoed Oostbroek is nu een kantoor van Utrechts Landschap gevestigd
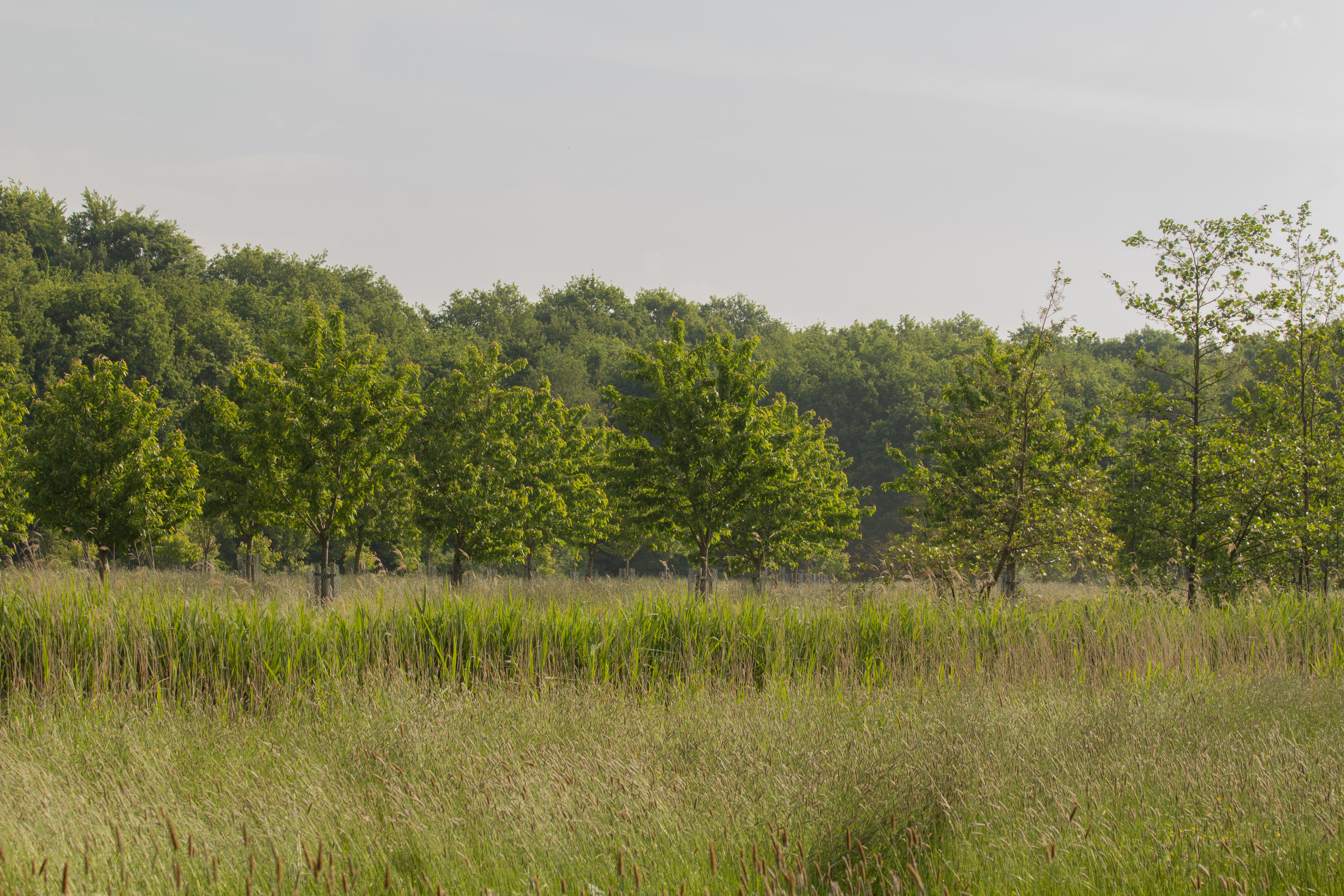
Een fruitboomgaard in Landgoed Oostbroek
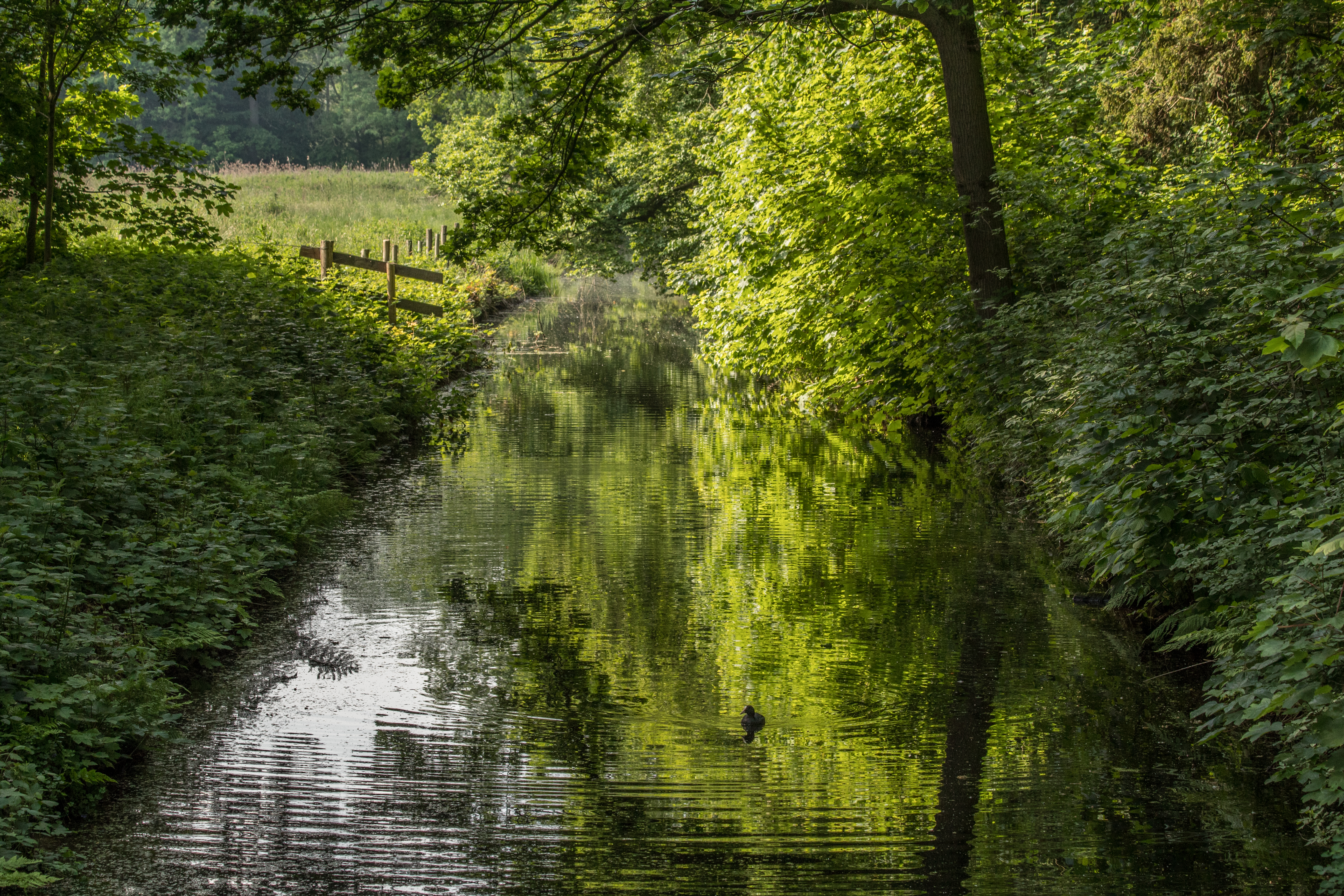
Een waterweg langs het broekbos
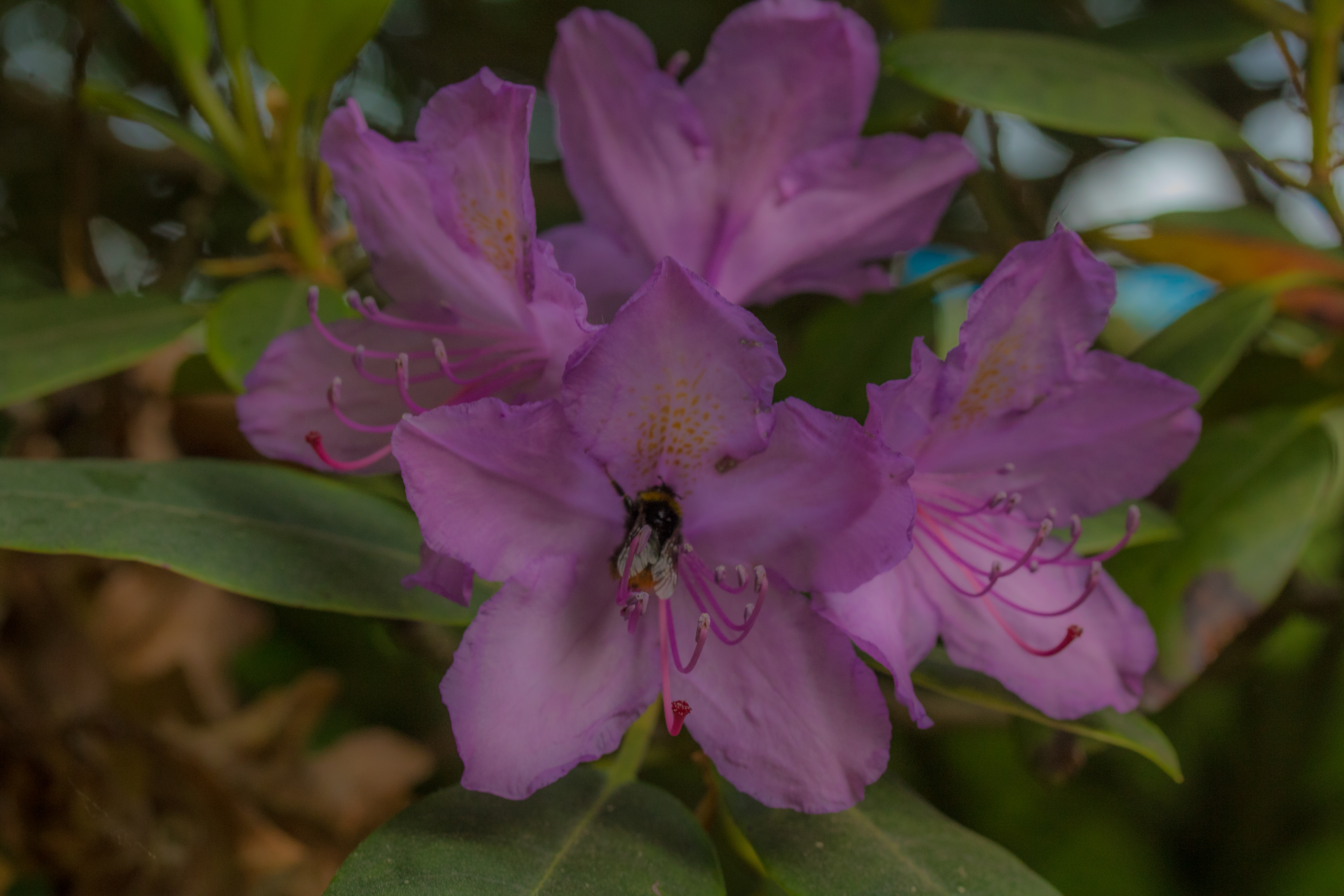
Een rododendron wordt bestoven door een hommel
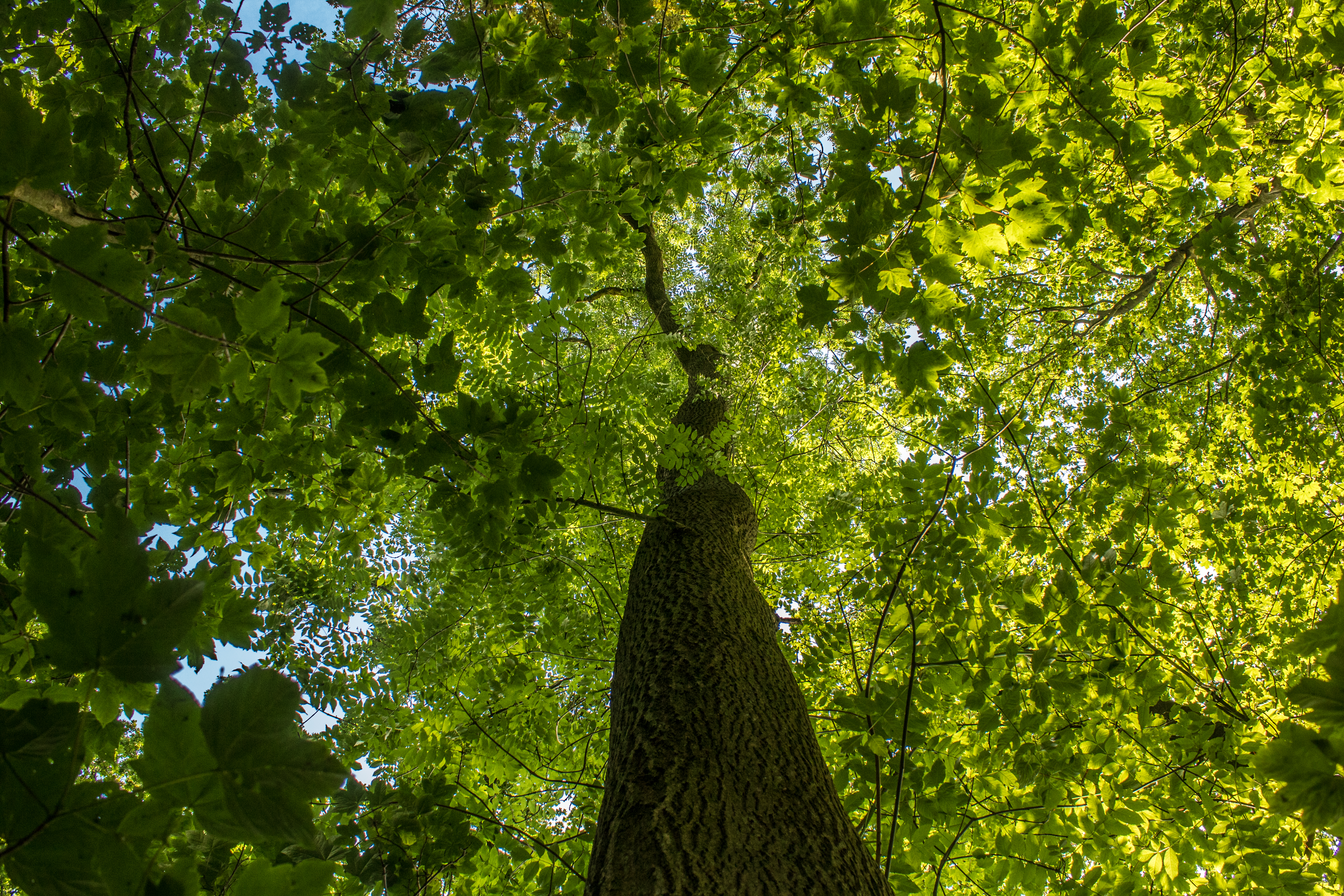
De hoogste gewone es van Nederland, 39,5 meter hoog
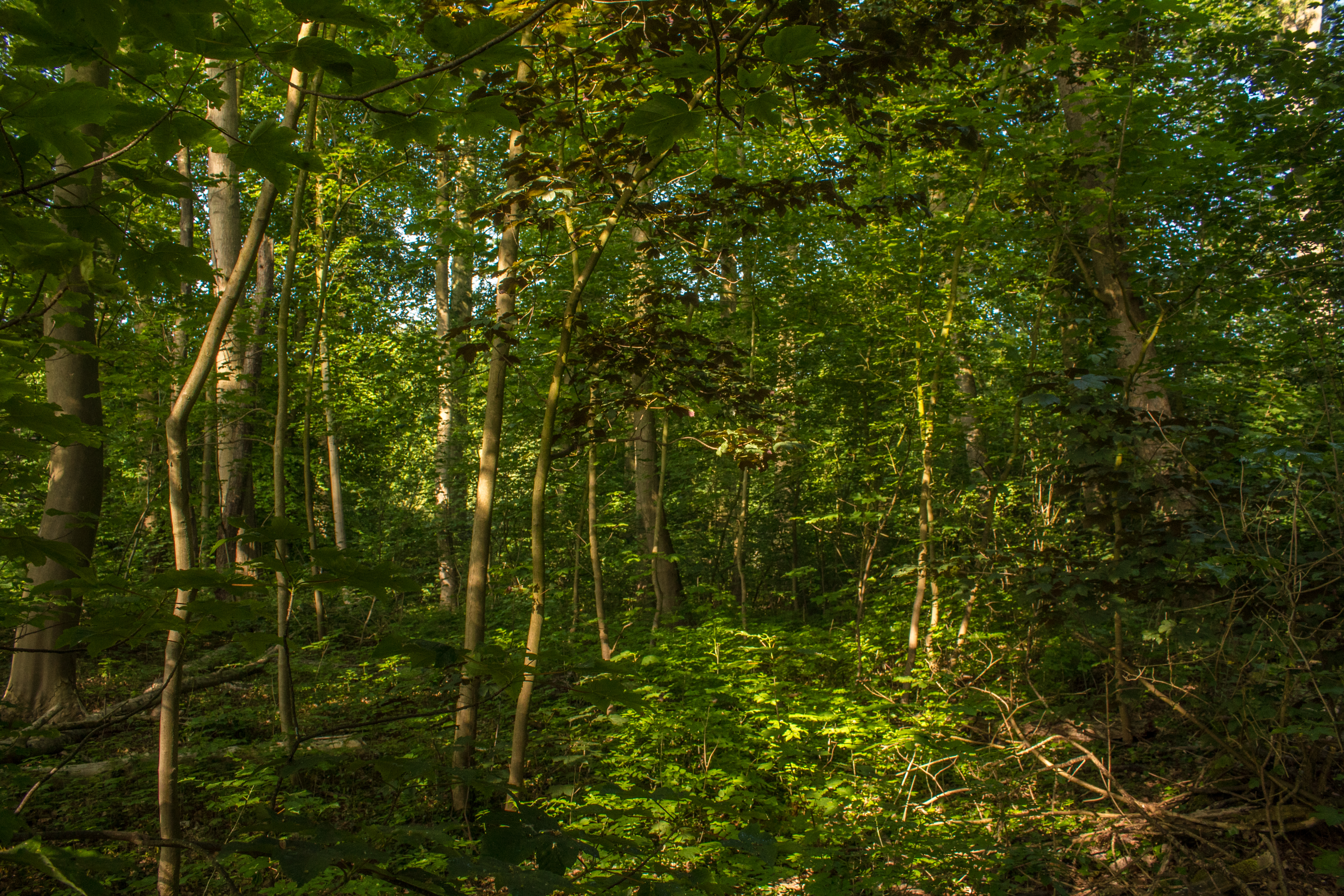
Een deel van het onbeheerde broekbos
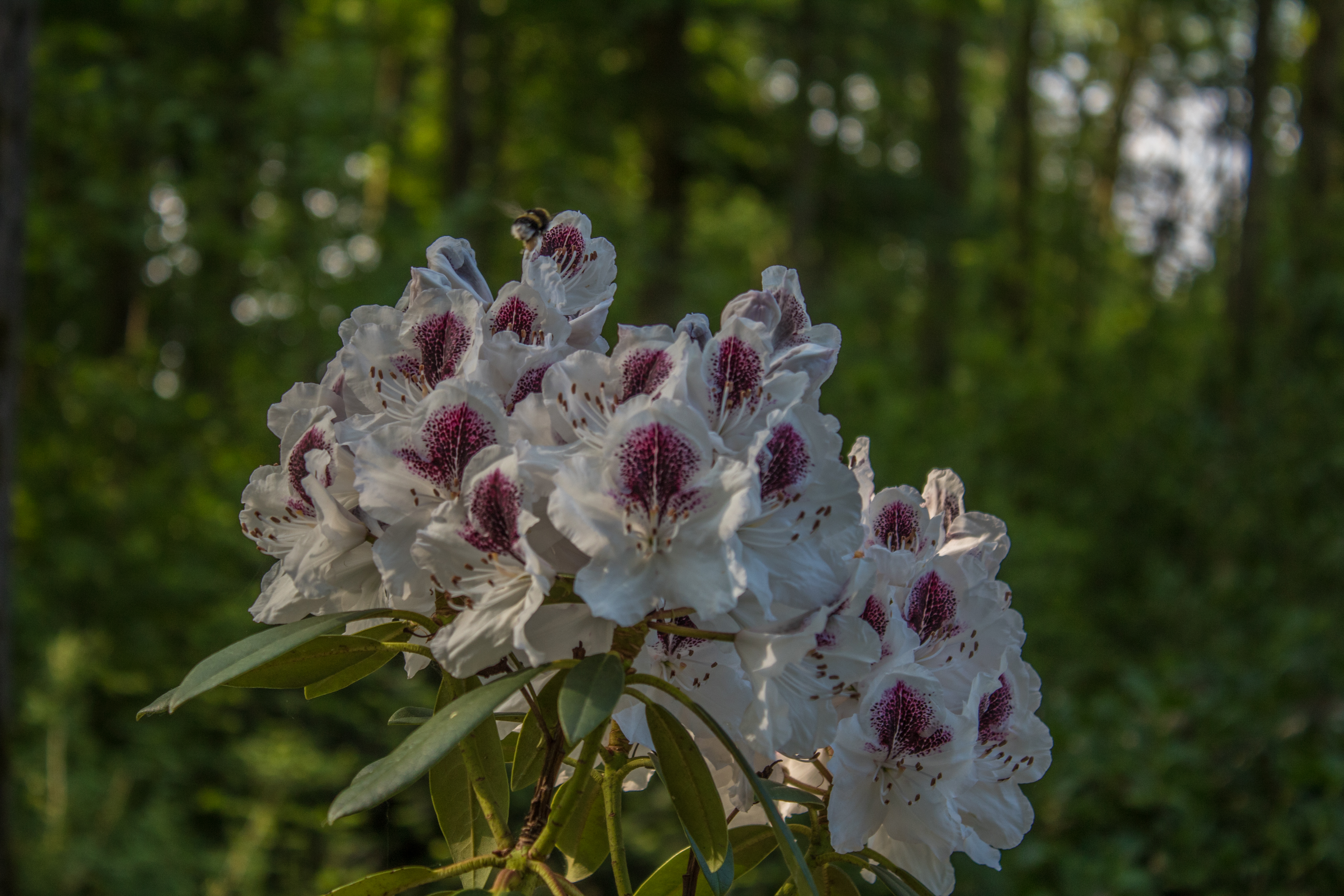
Een rododendron in de buurt van het landhuis

Amerongse Bos
· Amerongse Bovenpolder
· Landgoed Beerschoten
· Beukenburg
· Biltse Duinen
· Birkhoven
· Blauwe Kamer
· Blikkenburg
· Bloeidaal
· Bornia
· Bosch en Duin
· Breeveen
· Broekerbos
· Buitenplaatsen Driebergseweg
· Dartheide
· Elster Buitenwaarden
· Grebbeberg
· Heidestein
· Hoge Ginkel
· Hooge Kampse Plas
· Hoog Moersbergen
· Houdringe
· Juliusput
· Kasteelbos Renswoude
· De Kievit
· Kooilust
· Kozakkenput
· De Krakeling
· Laarsenberg
· De Leyen
· Lockhorsterbos
· Lunenburgerwaard
· Maartensdijkse Bos
· Middelwaard
· Moersbergen
· Niënhof
· Noordhout
· Okkersbos
· Oostbroek
· Over-Holland
· Palmerswaard
· De Paltz
· Panbos
· Plantage Willem III
· Pleinesbos
· De Pol
· Ridderoordse Bos
· Sandenburg
· Sandwijck
· De Schammer
· Stameren
· Landgoed Stoutenburg
· Viaanse Bos
· Viaanse polders en uiterwaarden
· Vikinghof
· Park Vliegbasis Soesterberg
· Vijverbos
· Vijverhof
· Voordorpse polder
· Willem Arntszbos
· Witte Hull
· De Woerd
· Wulperhorst
· Zeisterbos
- Rijksmonument: 514653
- Virtual International Authority File: 305319095